# Ultra-Trail du Mont-Blanc
Ne doit pas être confondu avec Marathon du Mont-Blanc.
Pour les articles homonymes, voir UTMB.
L'Ultra-Trail du Mont-Blanc ou UTMB, également appelé HOKA UTMB Mont-Blanc par un contrat de nommage depuis 2024, est un évènement sportif composé de sept trails (course à pied) dont quatre en ultra-endurance en pleine nature et de très longue durée, qui traverse trois pays (France / Italie / Suisse), trois grandes régions alpines (Auvergne-Rhône-Alpes / la Vallée d'Aoste / le Valais) et dix-huit communes françaises, italiennes et suisses du pays du Mont-Blanc. Il emprunte principalement le sentier de grande randonnée Tour du Mont-Blanc.
La distance reine (171km) est l'un des 4 monuments de l'ultra-trail avec la Western States, la Hardrock 100 et le Grand Raid de la Réunion.

## Origines
L'Ultra-Trail du Mont-Blanc a été créé en 2003 en remplacement d'une course de 150 km qui faisait le tour du massif du Mont-Blanc à effectuer en relais de sept personnes. Cette course empruntait quelques sections de route. Mais le grave incendie du tunnel du Mont-Blanc en mars 1999 a empêché cette épreuve de se tenir jusqu'en 2002 pour finalement s'éteindre définitivement face à la faible participation.
En octobre 2002, neuf personnes dont Michel et Catherine Poletti décident de créer une épreuve pour remplacer celle-ci sauf que la course se déroulera en individuel. Catherine Poletti est la première directrice de la course, les huit autres figurant parmi les participants de la première édition en 2003. Michel et Catherine Poletti tenaient une boutique de disques à Chamonix et étaient adeptes du ski nordique. Ils avaient par ailleurs été bénévoles en 1987 lors de championnats du monde de parapente et à plusieurs reprises sur le Marathon du Mont-Blanc.

## Participation
Lors de la première édition courue en 2003, l'objectif était fixé à 300 participants. Ce fut un succès car 722 répondirent à l'appel et la participation a augmenté rapidement et nettement lors des éditions suivantes avec près de 1 400 concurrents en 2004 et environ 2 000 personnes en 2005. Pour l'édition 2007, les inscriptions sont complètes en dix heures et en 2008 celles-ci furent clôturées en huit minutes sur la course de l'UTMB. Face au succès grandissant de l'épreuve, les inscriptions sont limitées à 2 500 personnes pour éviter trop de bouchons sur les sentiers et d'autres courses naissent sur l'évènement: la CCC en 2006, la TDS en 2009.
Malgré l'instauration de points nécessaires pour pouvoir prendre le départ de l'une des courses en 2008, le succès de l'évènement ne se démentait pas, obligeant à procéder dès 2009 à des tirages au sort. En 2017, l'organisation enregistra 18 000 demandes pour seulement un peu plus de 8 000 retenues, (8 075 ont pu prendre le départ). Avec 10 000 places disponibles après, 21 700 tentaient de s'inscrire en 2018 et encore 26 022 en 2019.
Lors des inscriptions en 2020, avant l'annulation causée par la crise de COVID-19, 111 nationalités étaient représentées. En dehors des Français, les pays les mieux représentés sont européens (Espagne, Italie, Royaume-Uni...) mais on compte d'importants contingents de coureurs chinois, américains et japonais.

## Les courses
L'UTMB est un évènement qui comporte plusieurs épreuves et a lieu chaque année la dernière semaine d'août.
- 2003 - : L'UTMB (Ultra-Trail du Mont-Blanc) 171 km et 10 000 m de dénivelé positif[O 1]
- 2006 - : La CCC (Courmayeur-Champex-Chamonix) 101 km et 6 100 m de dénivelé positif[O 1]
- 2008 - : La PTL (La Petite Trotte à Léon) 300 km et 28 000 m de dénivelé positif (par équipe de 2 ou 3 personnes)[O 1]
- 2009 - : La TDS (Sur les Traces des Ducs de Savoie) 121 km et 7 300 m de dénivelé positif[O 1]
- 2014 - : L'OCC (Orsières-Champex-Chamonix) 56 km et 3 500 m de dénivelé positif[O 1]
- 2016 - : La YCC (Youth Chamonix Courmayeur) 15 km et 1 000 m de dénivelé positif, challenge destiné aux jeunes qui ont entre 14 et 22 ans[6]
- 2018 - : La MCC (De Martigny-Combe à Chamonix) 40 km et 2 300 m de dénivelé positif[7]
- 2022 - : L'ETC (Experience Trail Courmayeur) 15 km et 1300 m de dénivelé positif[8]

### L'UTMB (Ultra-Trail du Mont-Blanc)

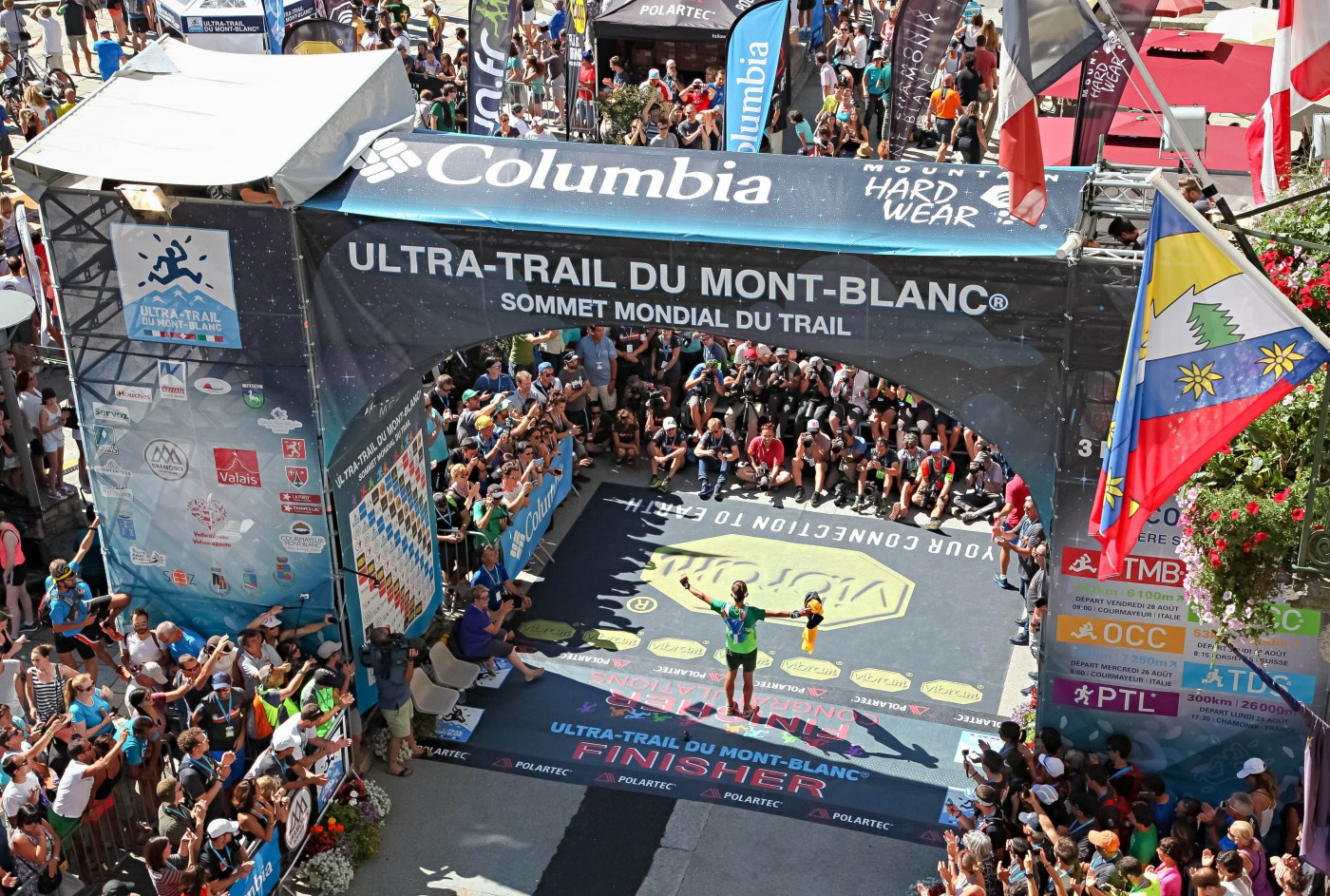
L'arrivée de l'UTMB en 2015

Épreuve « mythique » créée en 2003, il s'agit de la course phare de l'évènement. Dès la première édition, elle a été qualifiée de « course de tous les superlatifs », et comptait 722 coureurs au départ. Kilian Jornet la considère comme « la course la plus mythique et la plus prestigieuse au monde ». Le tracé s'apparente à un tour complet du massif du Mont-Blanc, traversant trois pays (France, Suisse, et Italie). Plus tard, pour l'UTMB, le nombre de coureurs a dû être limité à 2 300 ; ceux-ci doivent avoir participé préalablement à des courses qualificatives. Ils doivent parcourir les 170 km sans étape pour 10 000 m de dénivelé positif en moins de 46 heures et 30 minutes.
Lors de sa première édition, l'UTMB comptait 155 km. Puis, au fil des éditions, l'organisation a cherché le meilleur parcours du point de vue à la fois des coureurs et des gens du pays[source secondaire souhaitée]. En particulier, l'organisation a cherché le lieu d'arrivée le plus motivant entre Vallorcine et Chamonix-Mont-Blanc. C'est la première raison de cette évolution des distances et dénivelés positifs. En 2006, il est passé à 158 km puis à 163 km en 2007 et enfin à 166 km en 2008. Cette année-là, un jeune Espagnol domine l'épreuve pour la première fois : Kílian Jornet. La modification de 2012 (168 km) est simplement due à une amélioration des moyens de mesure, le parcours restant le même[source insuffisante].
Les coureurs partent de Chamonix-Mont-Blanc le vendredi. Ils rejoignent d’abord Les Houches, grimpent au-dessus du col de Voza, descendent vers Saint-Gervais, se dirigent ensuite vers Les Contamines-Montjoie puis les Chapieux par le col du Bonhomme. Le col de la Seigne (2 516 m) les amène à Courmayeur à travers le val Vény et les concurrents entrent en Italie. Depuis 2015, les coureurs enchainent le col de la Seigne par le col des Pyramides calcaires (2 573 m). Vient ensuite le val Ferret par l'ascension vers le refuge Bertone, une longue section plus roulante avec le passage par le refuge Bonatti et une descente jusqu'à Arnouvaz, la montée du Grand col Ferret (2 537 m).
De là, ils entrent en Suisse. Après La Fouly, les coureurs continuent de descendre avant de remonter vers Champex-Lac. Ils effectuent ensuite la montée des alpages de Bovine, culminant à (2 049 m) au Portalo avant de descendre vers le col de la Forclaz puis Trient. Après l'ascension de la verticale des Tseppes et Catogne (ne pas confondre avec Le Catogne, un sommet voisin plus élevé), les coureurs redescendent vers Vallorcine où ils font leur retour en France. Les coureurs sont ramenés dans la vallée de Chamonix par l'ascension du col de la Tête aux Vents (2 133 m) et le passage à La Flégère avant la descente finale[source insuffisante]. Au total, les participants franchissent dix cols de plus de 2 000 m d'altitude.

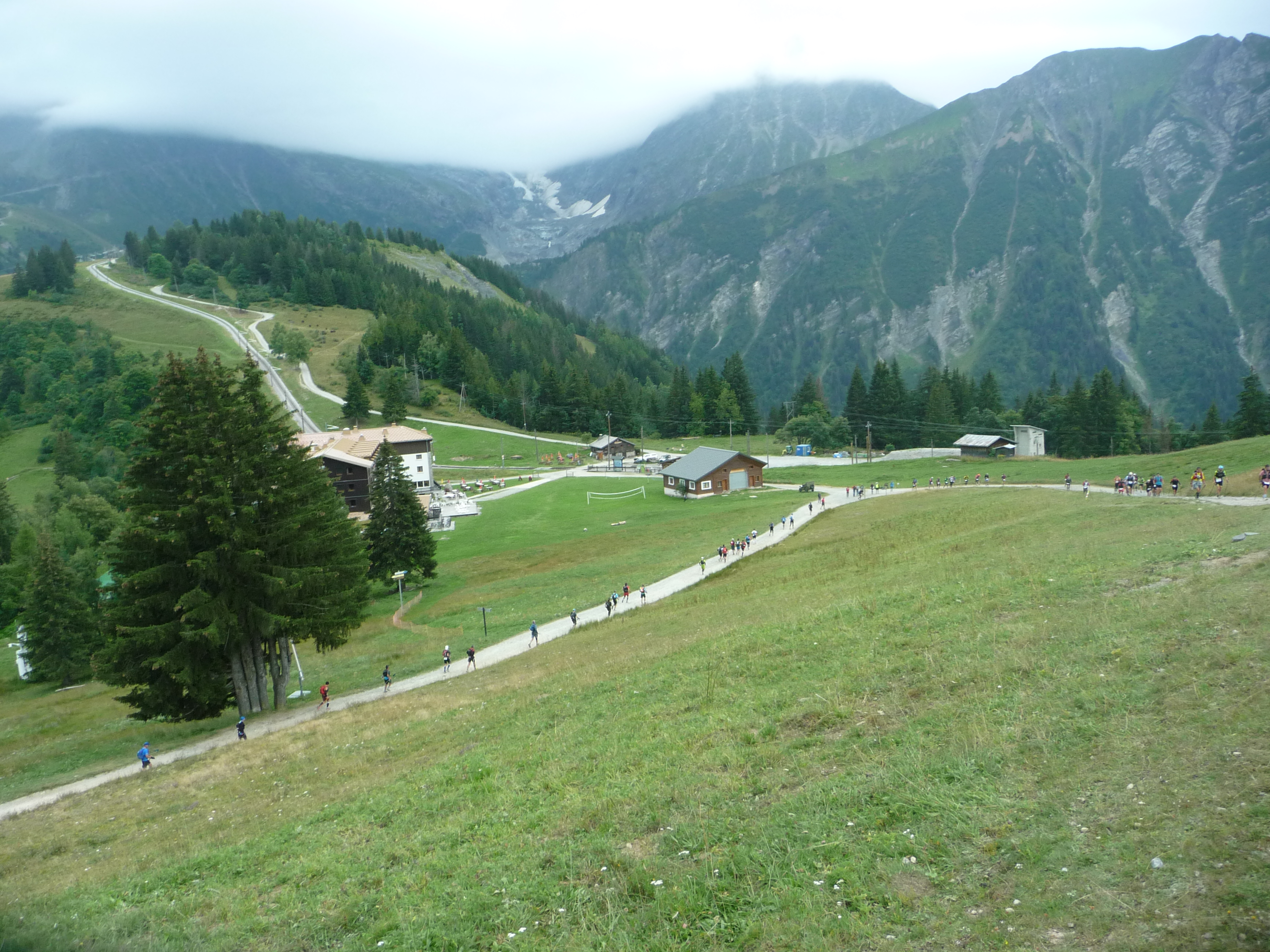
Passage par le col du Voza (1 657 m) dans la première ascension, celle du Delevret (1 770 m).
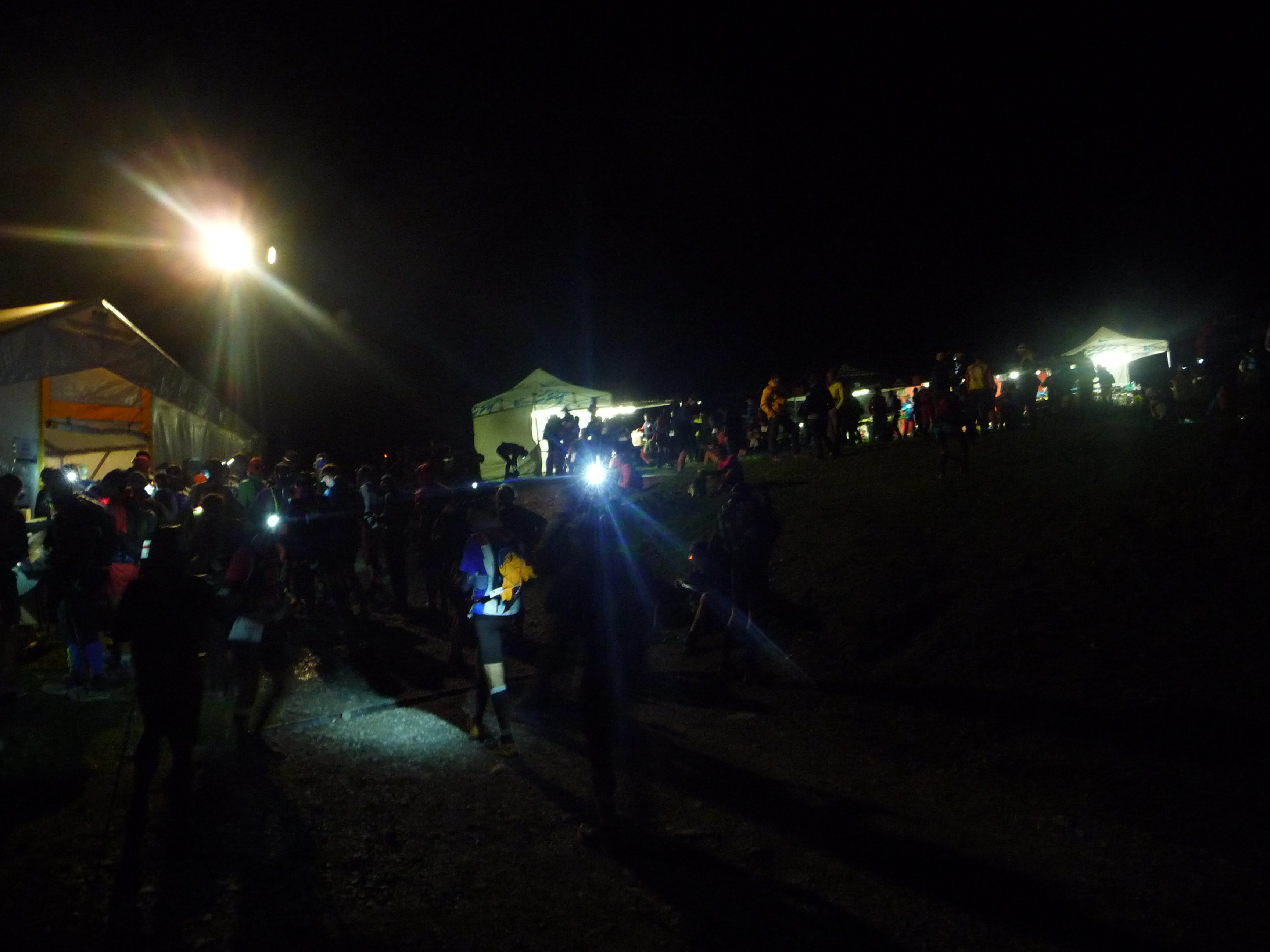
Ravitaillement nocturne près du refuge de la Balme (1 706 m) vers le km 40 en 2021.
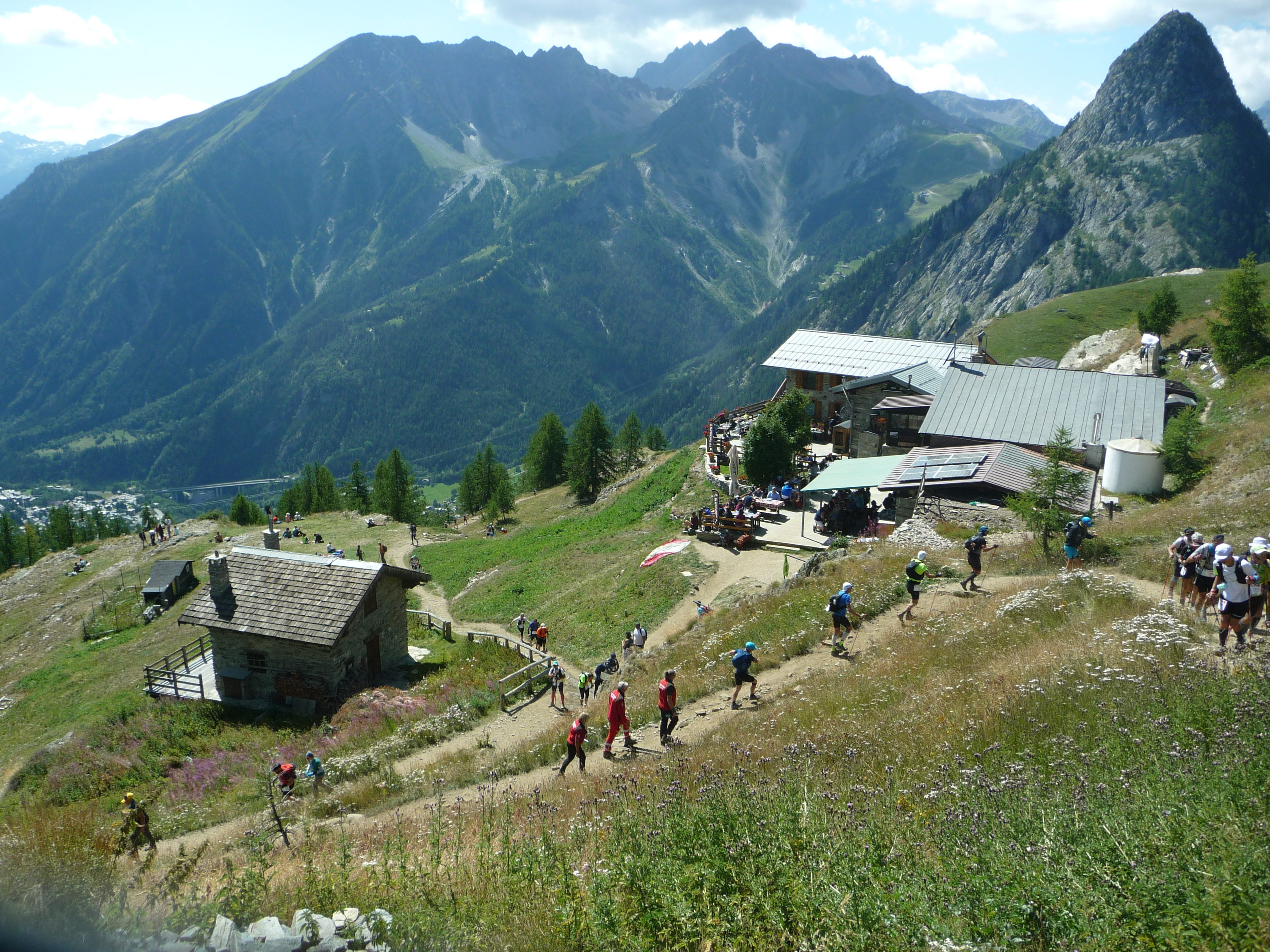
Final de l'ascension jusqu'au refuge Bertone vers le km 86.
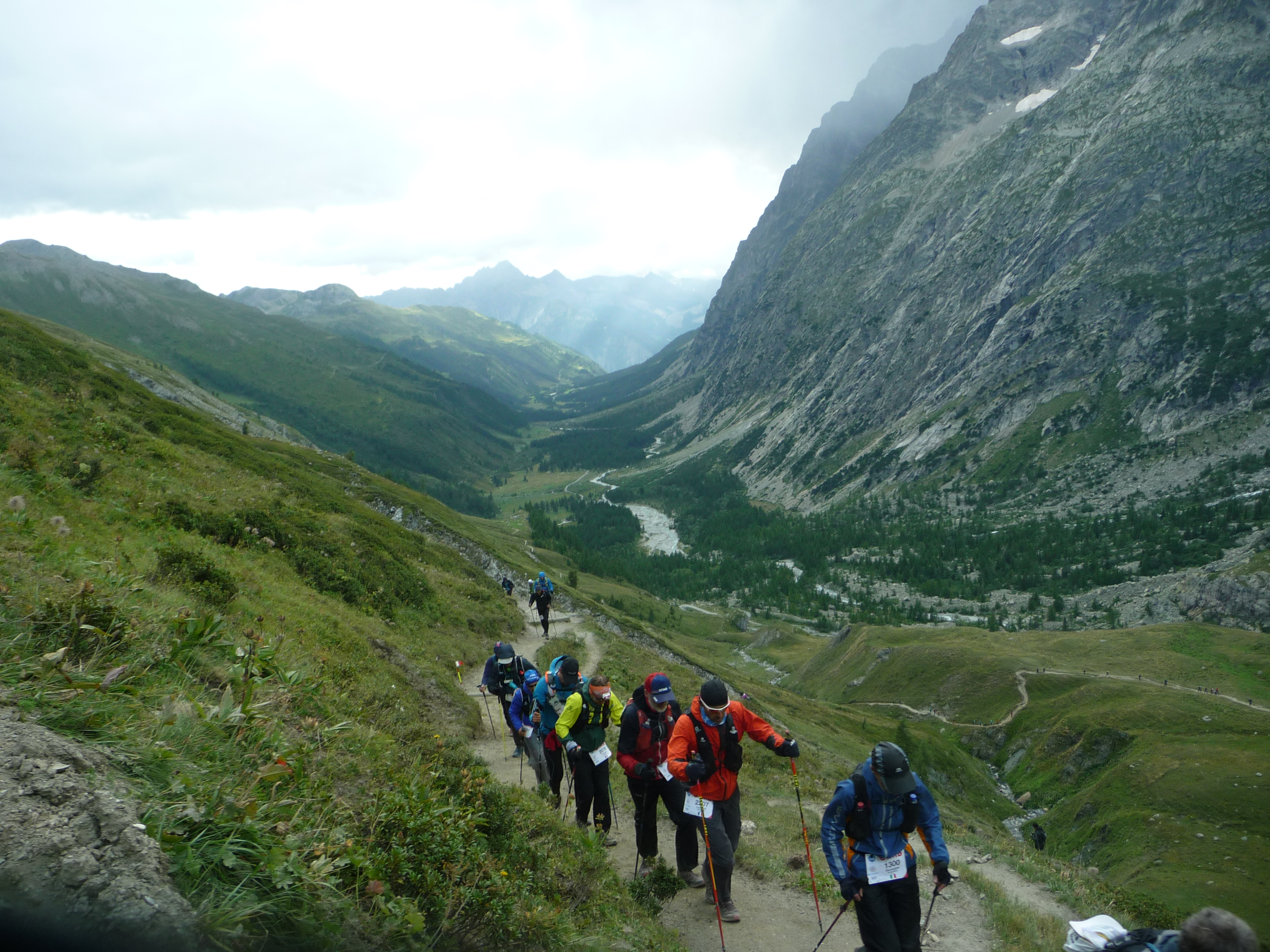
Ascension du Grand col Ferret après Arnouvaz, sur la fin de la section en Italie.
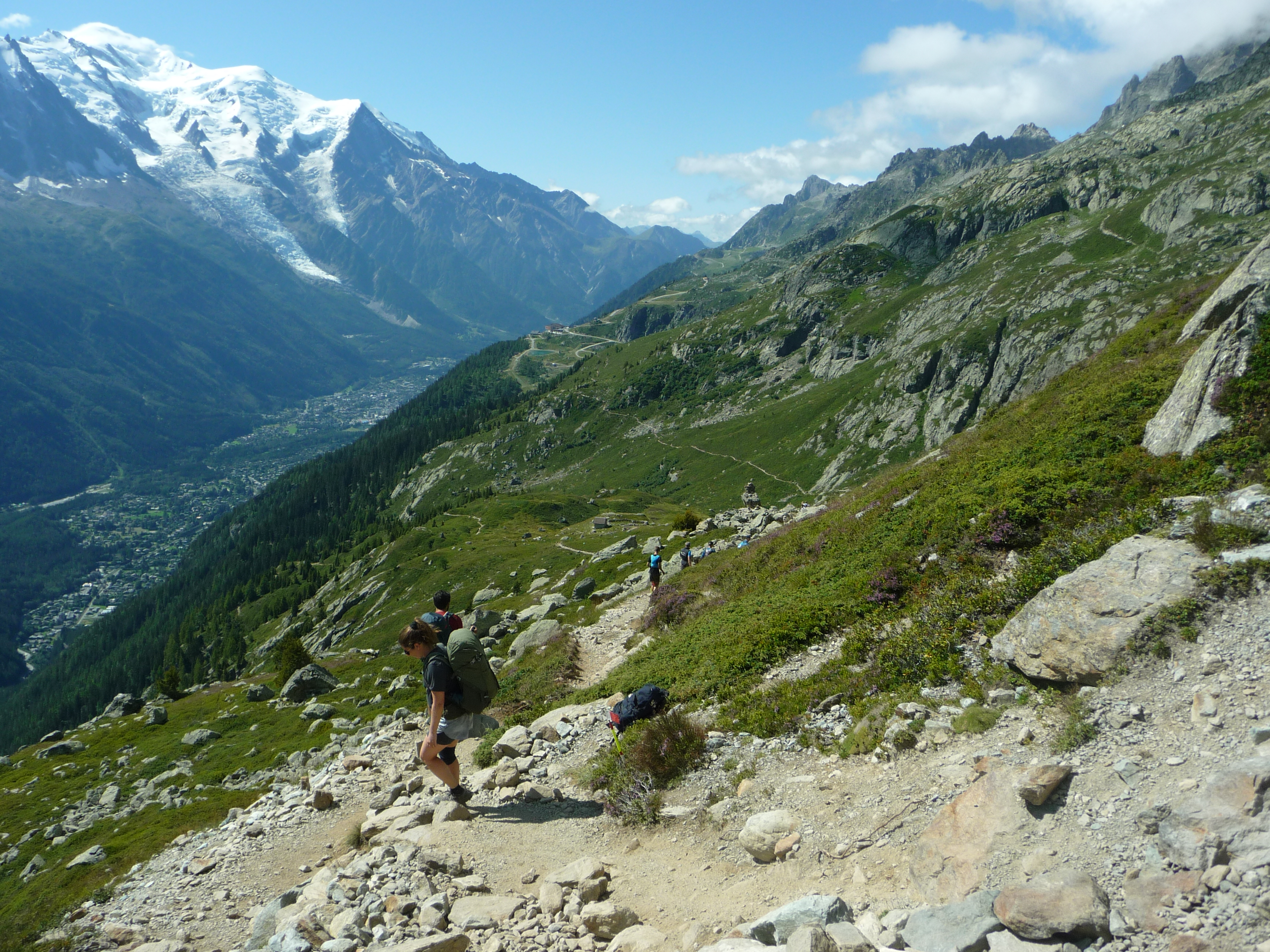
Après avoir franchi la Tête aux Vents, dernière grande difficulté, le début de la descente vers La Flégère au fond puis Chamonix plus bas.

### La CCC (Courmayeur-Champex-Chamonix)
En 2006, en raison de la forte demande de participation, les organisateurs ont créé une seconde course, la CCC (Courmayeur-Champex-Chamonix). D'une distance de 86 km lors de sa première édition, elle est ensuite passée à 101 km (déclarée à 98 km jusqu'en 2011) et constitue la porte d'entrée dans le monde de l'ultra-endurance. La CCC, considérée par la plupart des coureurs comme « la petite », constitue pourtant elle aussi l’un des défis les plus difficiles de l’Hexagone en trail d'ultra-endurance. Le nombre de coureurs est limité à 1 900. Ils s’élancent sur les 100 km aux 6 100 m de dénivelé, afin de parcourir en un maximum de 26 h 45 min le parcours.
Le parcours reprend celui de l’UTMB à partir de Courmayeur, en y ajoutant toutefois l’ascension de la tête de la Tronche (2 584 m) en début de parcours.

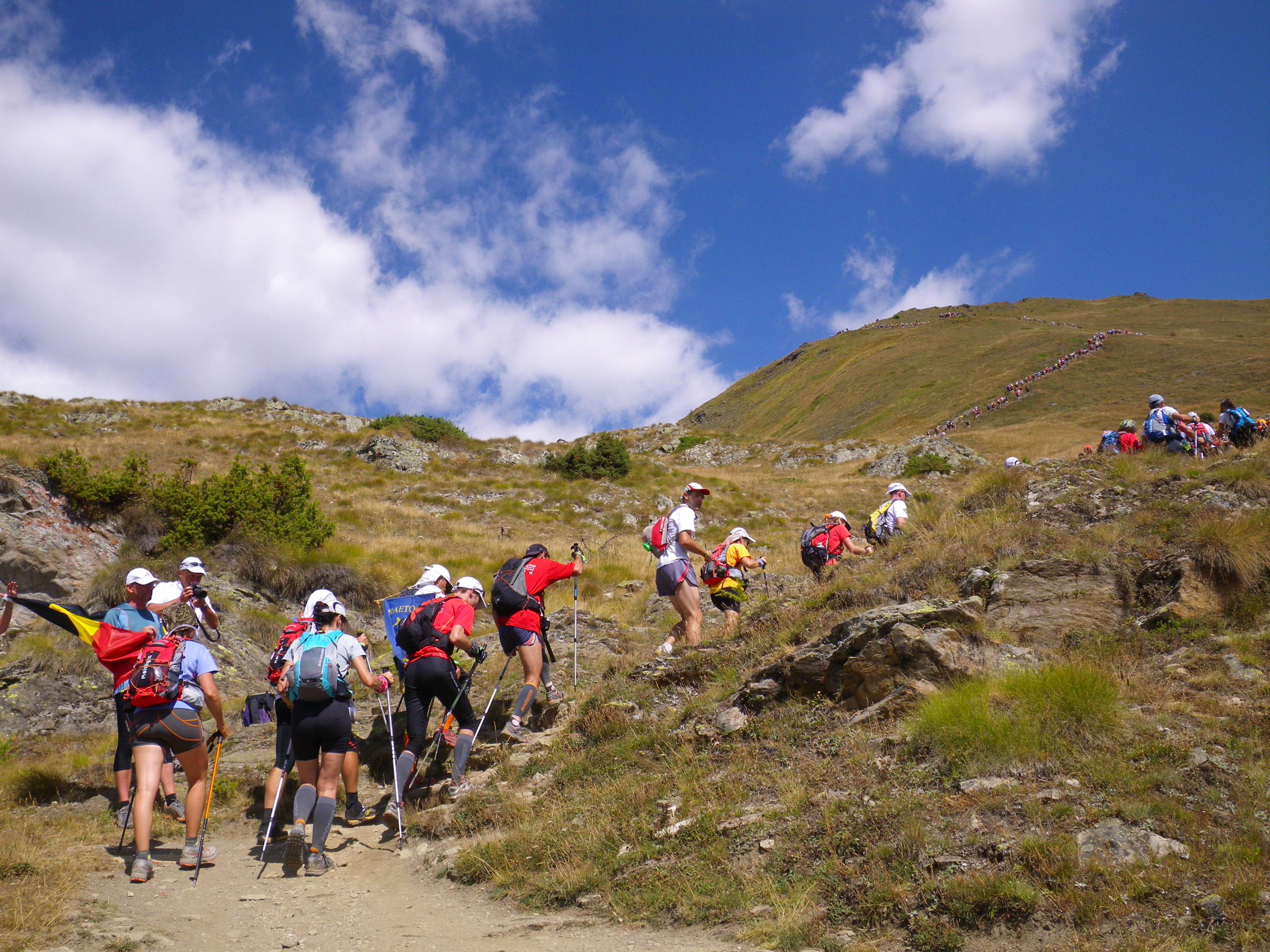
Ascension de la tête de la Tronche sur la CCC 2009
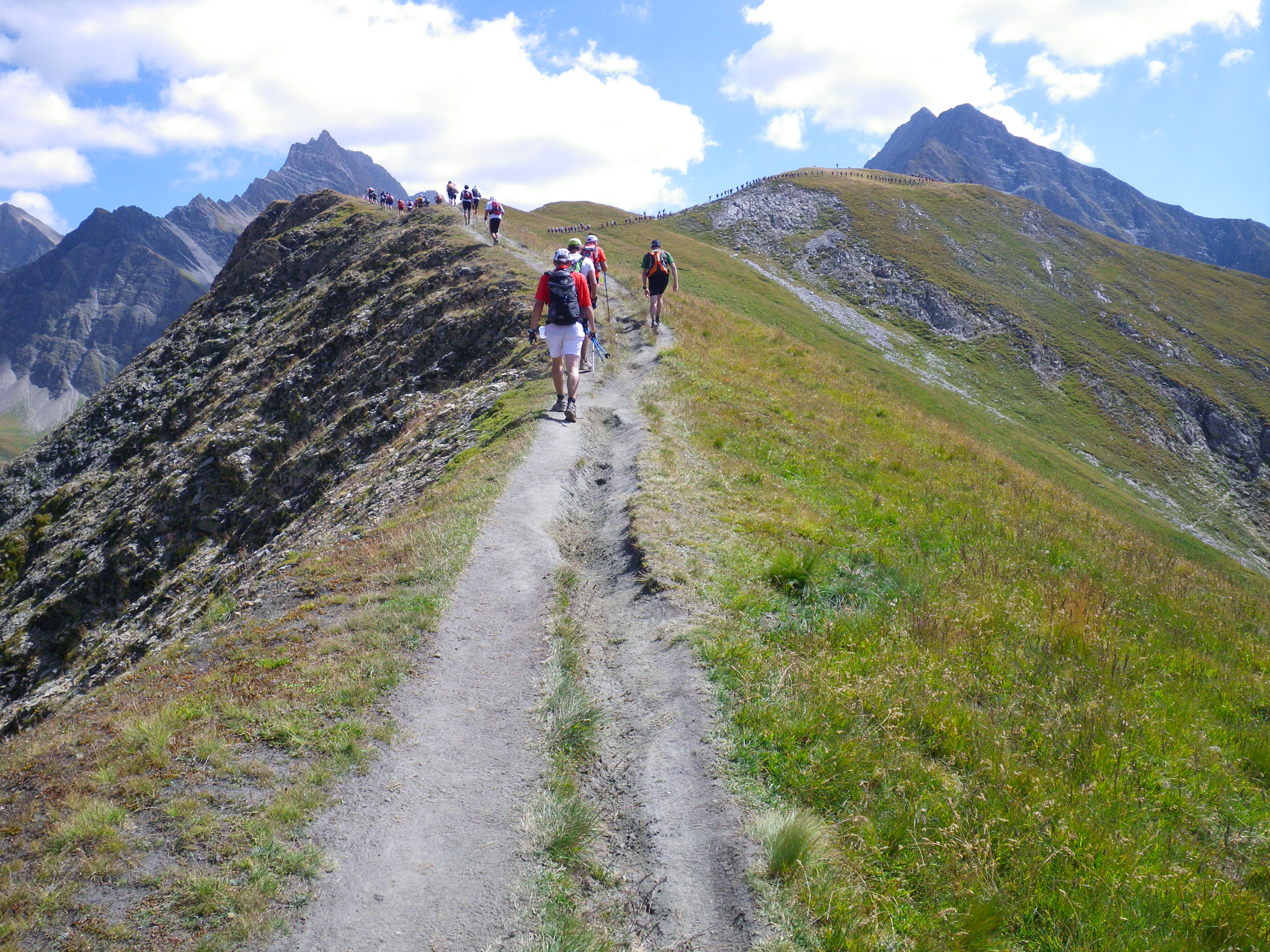
La tête de la Tronche (2 584 m) sur la CCC 2009
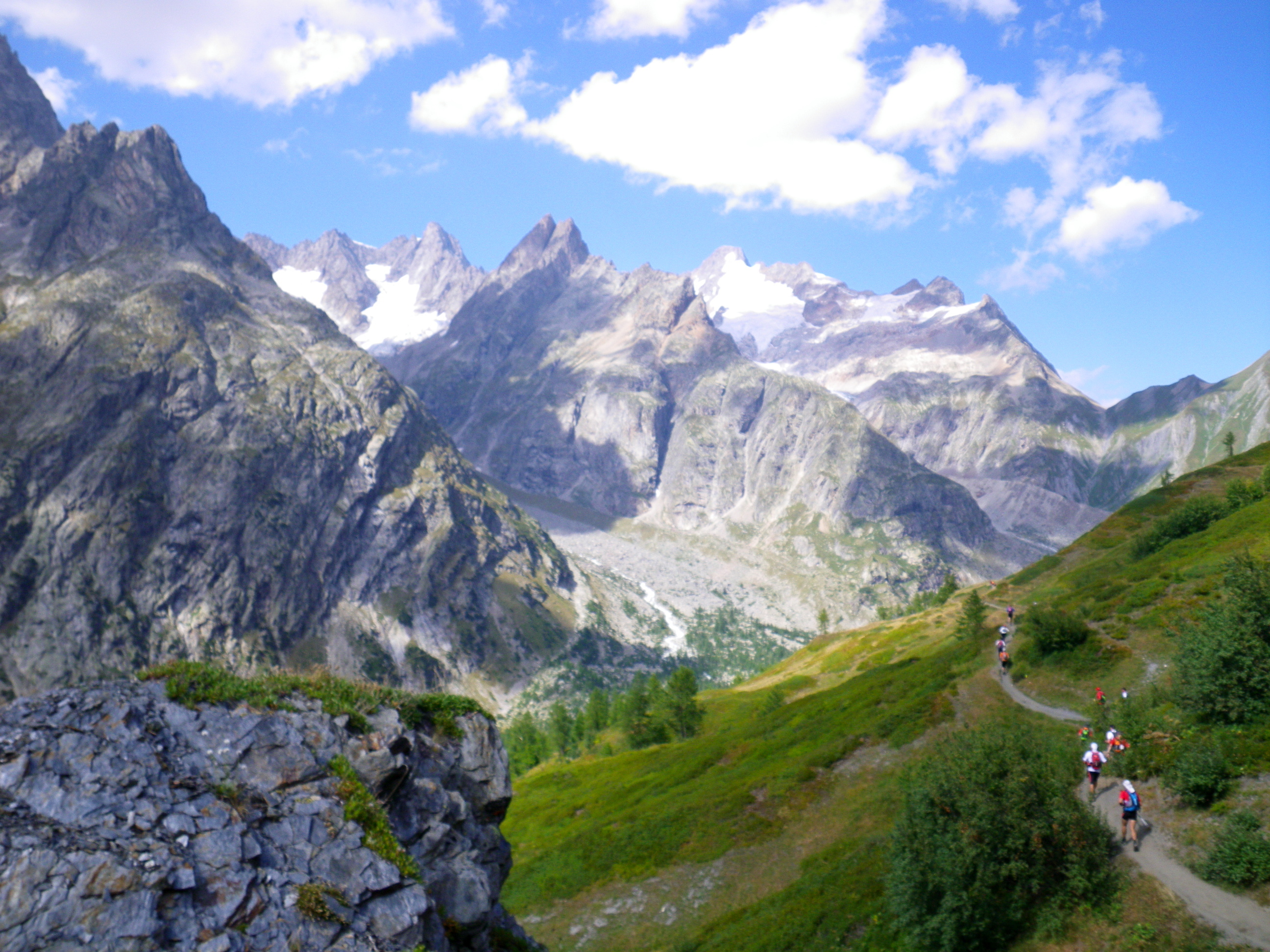
Ici la section entre le refuge Bertone et Arnouvaz sur la CCC 2009.

### La PTL (La Petite Trotte à Léon)
C'est une épreuve par équipe et sans classement final, qui surplombe le tracé de l’UTMB, avec des passages très engagés. Le parcours n'est pas balisé et le plus souvent loin des zones habitées.
Le tracé est le plus long des sept courses. Au départ de Chamonix-Mont-Blanc le lundi à 8 h, les trailers ont à parcourir 300 km, sur environ 25 000 m de dénivelé positif. Le tout s'effectue en autonomie complète en 152 heures au maximum.
Non compétitive, elle se fait en équipe de deux ou trois coureurs indissociables du début à la fin du parcours.

### La TDS (Sur les Traces des Ducs de Savoie)
En 2009 l'organisation crée une 3e course : la TDS (Sur les Traces des ducs de Savoie) qui part de Courmayeur pour arriver à Chamonix-Mont-Blanc. Contrairement à l'UTMB et la CCC, elle s'oriente vers le Beaufortain. Au début, son parcours s'étirait sur 112 km à la dénivellation positive de 7 150 m, le tout s'effectuant en 31 heures maximum. Le nombre de coureurs est limité à 1 600. Dès 2013, le parcours est passé à 119 km et 7 250 m de dénivelé.
Le départ était donné depuis Courmayeur le jeudi à 7 h jusqu'en 2018. La première montée est celle du Col Chécrouit, poursuivie par l'arête du Mont-Favre à plus de 2 400 m et la descente sur le lac de Combal au km 15 où a lieu le second ravitaillement. Pour rejoindre le col du Petit-Saint-Bernard au km 66, les coureurs passent par le col de Chavannes (2 603 m). Autrefois, la course passait par le col de la Youlaz et La Thuile pour rejoindre ce même col marquant la frontière entre l'Italie et la France. Un ravitaillement s'y tient avant une grande descente vers Séez et Bourg-Saint-Maurice au km 51 où a lieu un autre ravitaillement et un point de contrôle. À partir de là, les trailers s'engagent vers un long tronçon aboutissant au Cormet de Roselend (1 968 m). Il commence par une montée pénible de deux forts, celui du Truc (à 1 545 m) puis celui de la Platte (à 1 993 m). Les kilomètres suivants sont moins pentus, mais après il faut à nouveau passer par une plus courte mais éprouvante ascension, celle du Passeur de Pralognan (2 567 m). Les premiers hectomètres de la descente de ce col se font grâce à une corde. Quelques kilomètres plus loin, les coureurs rejoignent le ravitaillement du Cormet de Roselend (Beaufort) au km 66. Les coureurs rejoignent 19 km plus loin le ravitaillement du col du Joly (Hauteluce, 1 989 m) en marchant par le passage du curé, et le lieu-dit "La Gittaz". La plupart des concurrents évoluent désormais de nuit. Suit une descente de 10 km vers Les Contamines-Montjoie où se tient un nouveau ravitaillement au km 95. C'est là le point de départ de la dernière principale difficulté du parcours, le col du Tricot (2 120 m). Après une portion très raide aboutissant aux chalets du Truc, les coureurs effectuent une petite descente vers les chalets de Miage au pied d'une série de lacets pédestres finissant au col. Les coureurs entament ensuite une descente technique mais courte puisqu'il faut remonter un peu après la traversée d'un pont suspendu avec une vue sur le glacier de Bionnassay plus haut. Après avoir atteint la gare de tramway de Bellevue, les coureurs descendent enfin véritablement jusqu'aux Houches où les attend le dernier ravitaillement. Dès lors, il ne reste plus que 8 km sur une large piste avec de faux-plats montants et descendants pour finir sur la ligne d'arrivée à Chamonix-Mont-Blanc.
Cependant le parcours est rallongé en 2019, avec 145 km et 9 100 m de dénivelé avec plus de kilomètres encore dans le Beaufortain, le parcours passant notamment Hauteluce. Avec le durcissement en 2019 de l'attribution des points ITRA pour la qualification à l'UTMB, ce parcours rallongé permettrait notamment aux coureurs qui terminent la course d'obtenir comme les années précédentes une dotation de six points.

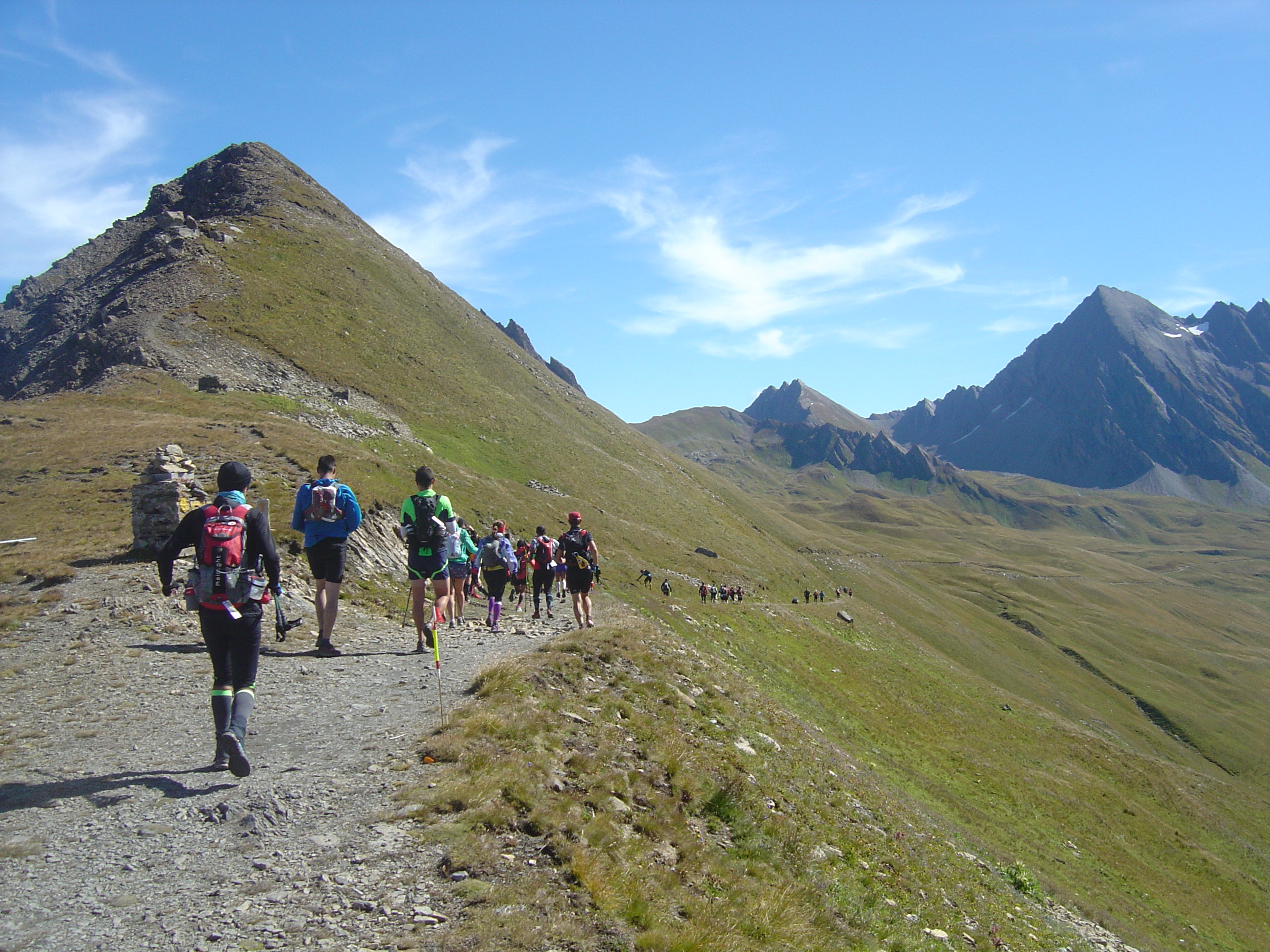
Le col des Chavannes (2 603 m) au km 19,7 et sa descente
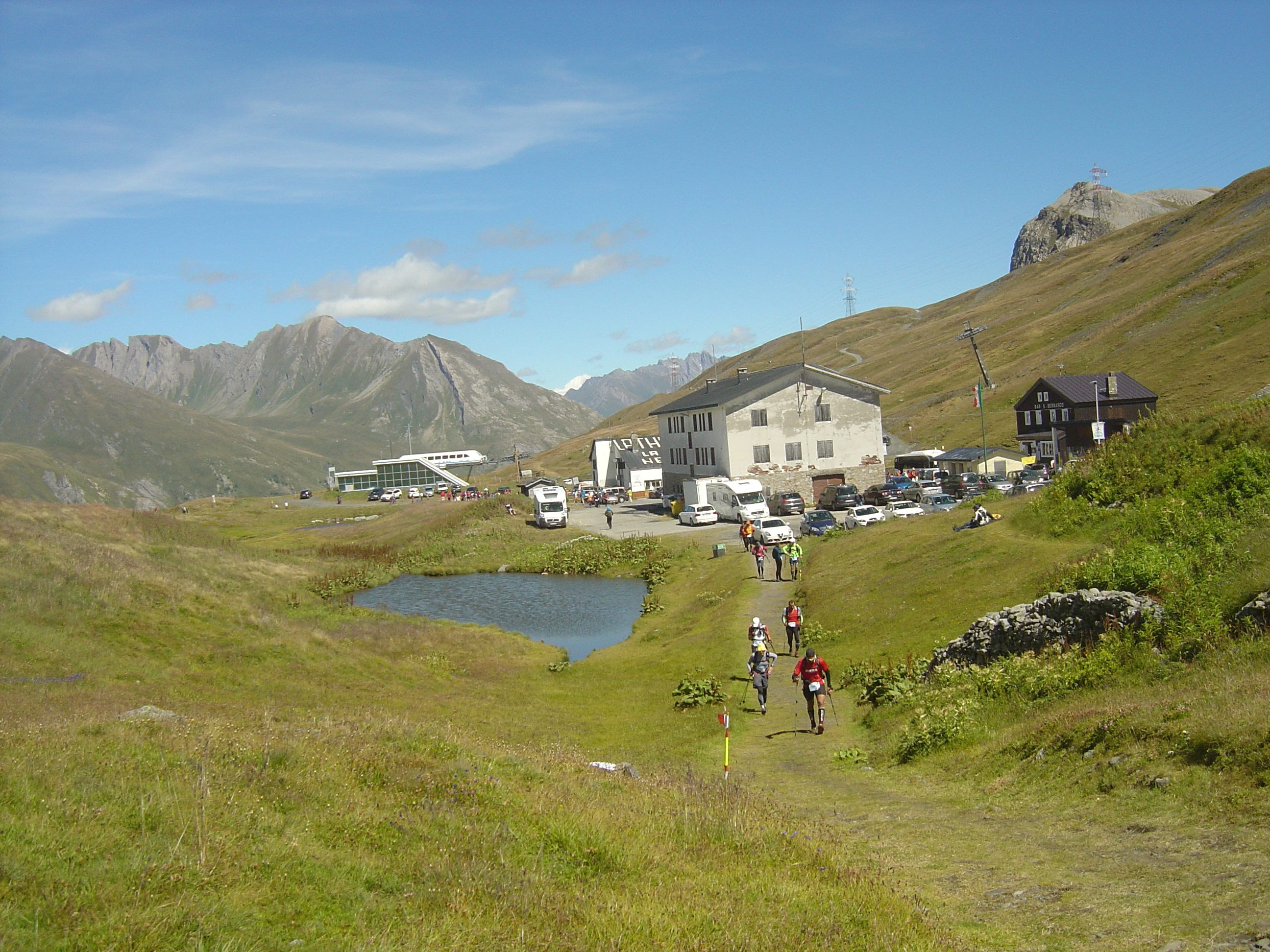
Passage par le col du Petit Saint-Bernard (2 188 m) au km 36
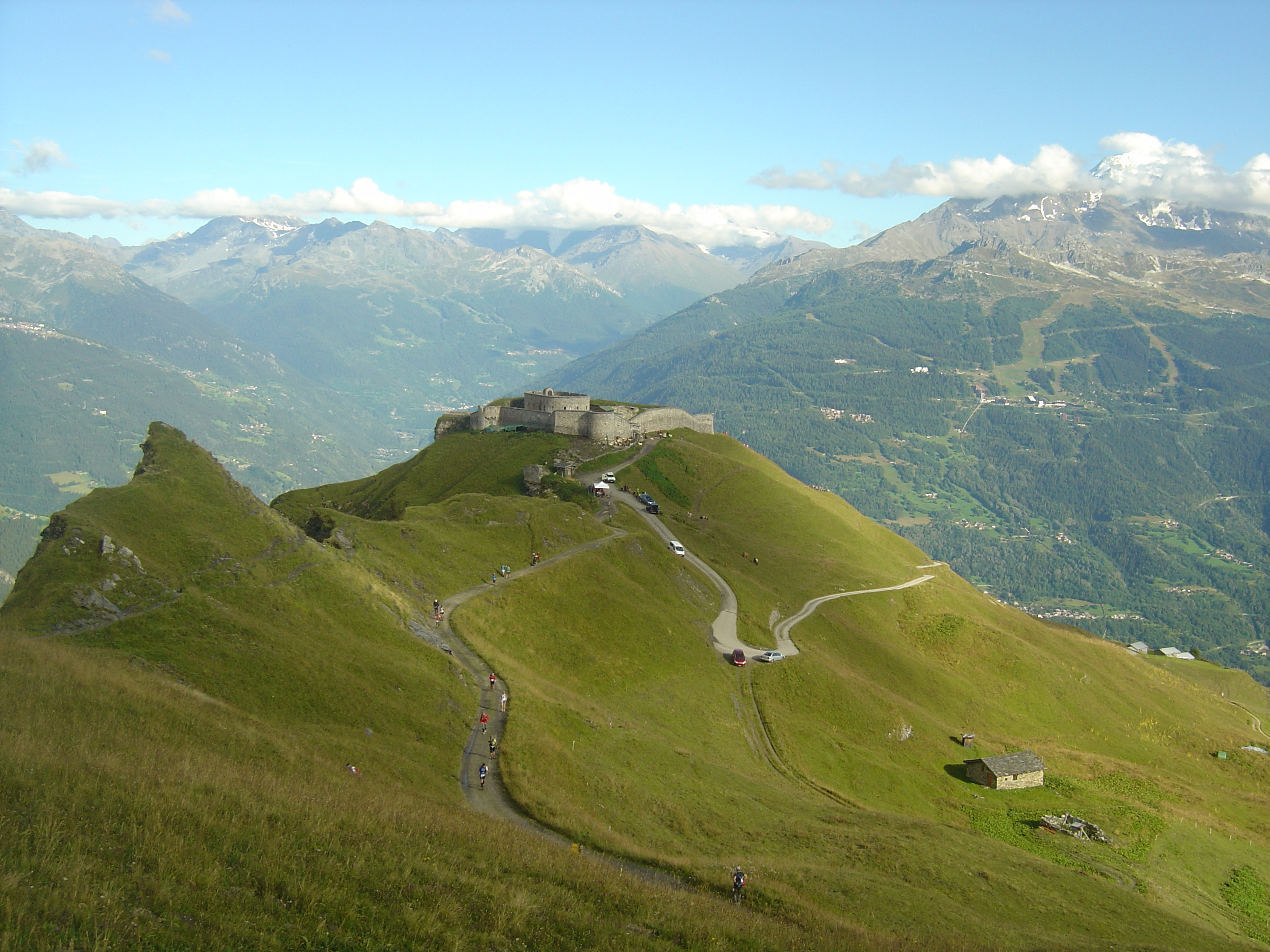
Le fort de la Platte (1 993 m) au km 56
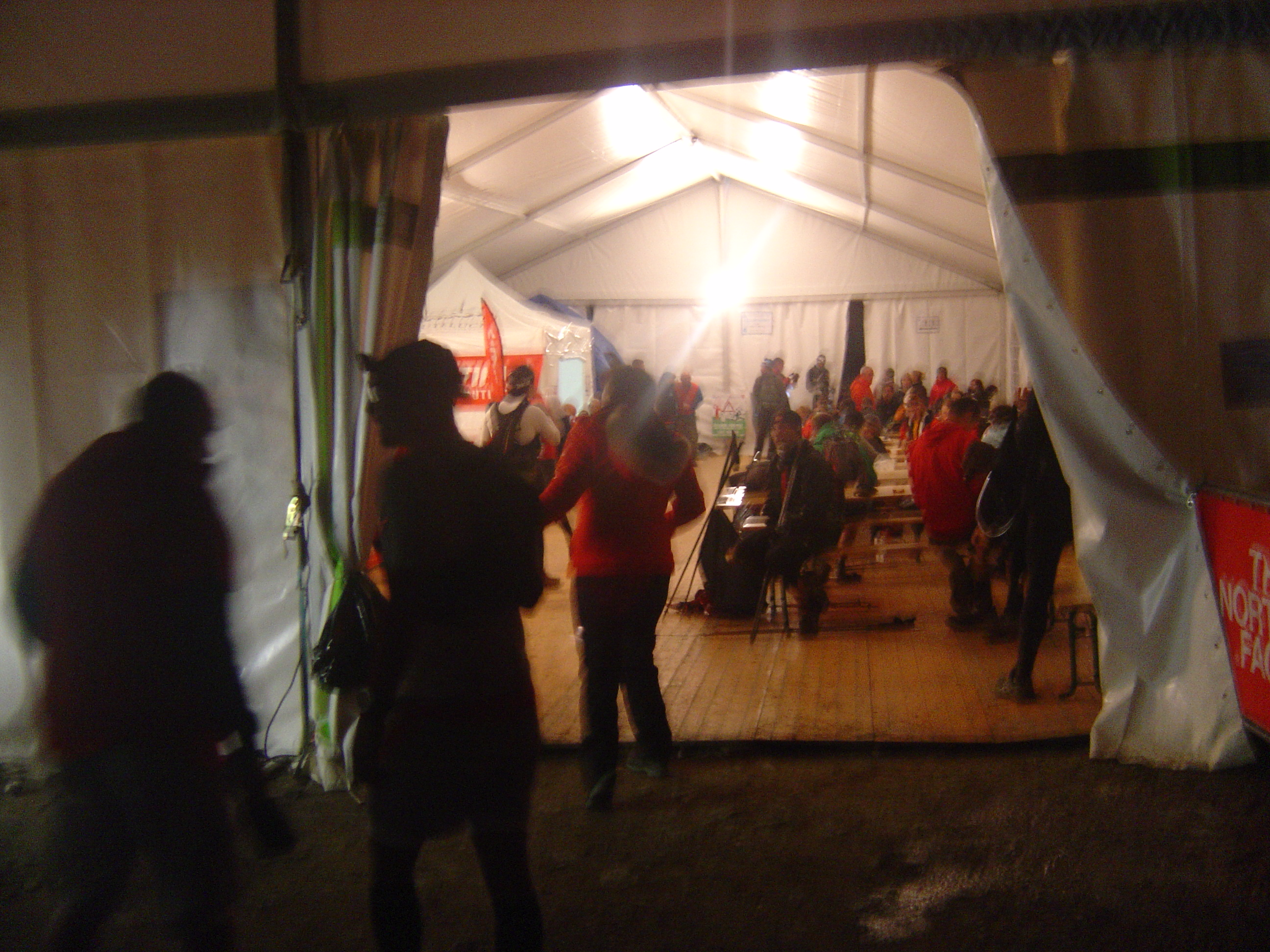
Ravitaillement nocturne au col du Joly, vers le km 85, en 2014.
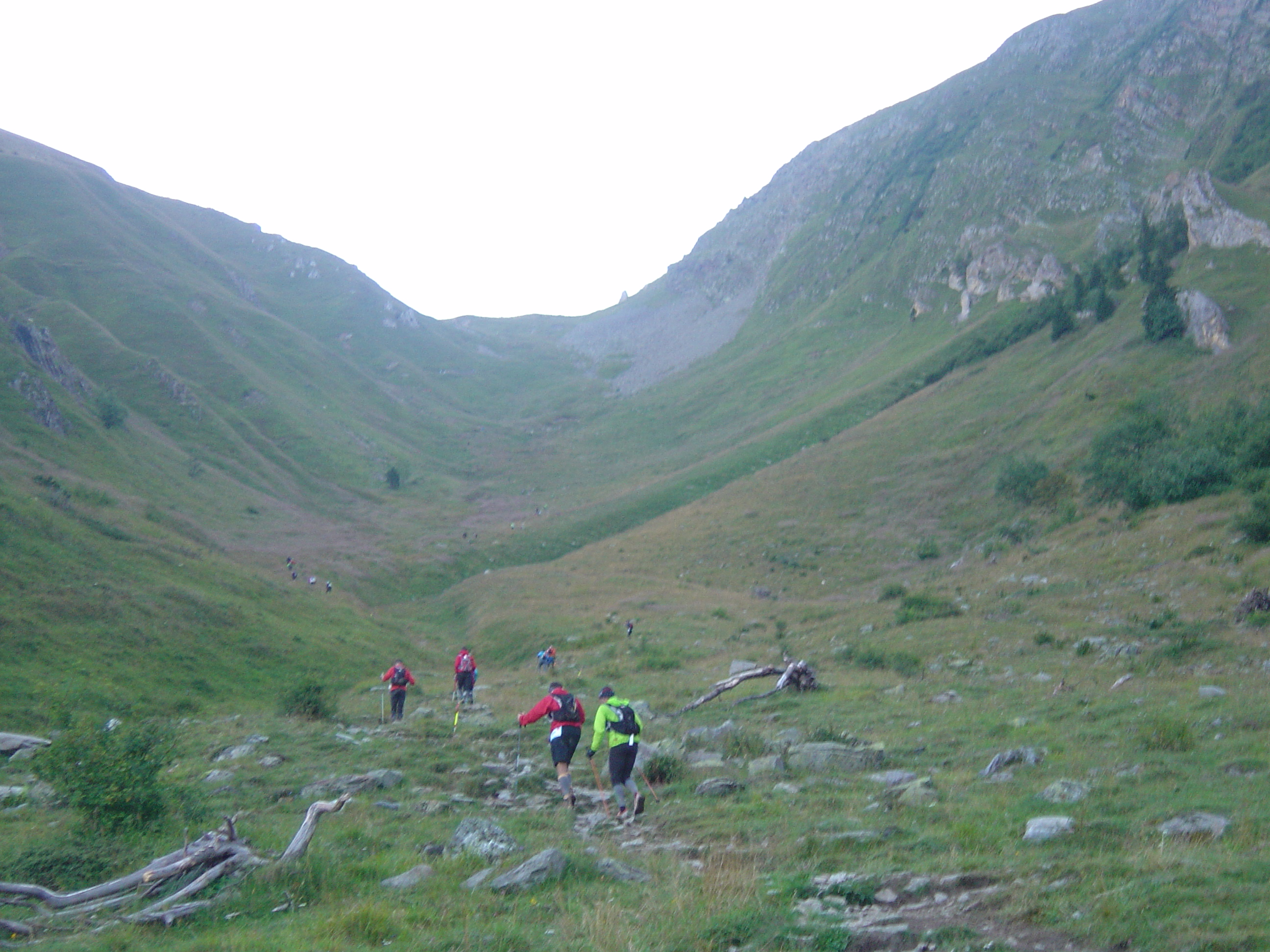
Le col du Tricot, dernière principale difficulté de la course

### L'OCC (Orsières-Champex-Chamonix)
À partir de 2014, la course OCC est créée avec un départ de Orsières le jeudi matin, une distance prévue d'environ 53 km pour 3 300 m de dénivelé cumulé. Elle reprend des éléments de la fin de l'UTMB et de la CCC avec les montées de Bovine (La Giète) et les alpages de Catogne (Les Tseppes) à grimper. Cependant, une fois le col des Montets franchi, les coureurs se dirigent vers Argentière pour monter vers le téléphérique de La Flégère (1 860 m) sans passer au préalable par la Tête aux Vents.

### La MCC (De Martigny-Combe à Chamonix)
La MCC est une course créée en 2018. Elle se compose d'un parcours de 40 km pour un dénivelé positif de 2 300 m et une seule véritable grande ascension, celle du col de Balme (2 191 m). Elle part de Martigny-Combe et se termine à Chamonix.

### L'ETC (Expérience Trail Courmayeur)
L'ETC est créée en 2022 afin d'offrir une épreuve de trail court à l'événement. Situé entièrement sur la commune de Courmayeur, le parcours de 15 km et 1 200 m de dénivelé effectue une boucle depuis le village jusqu'à la Suche avant de redescendre.

## Organisation

### Direction
En avril 2020, Michel Poletti, le directeur général de l'UTMB annonce sa démission, à 65 ans et après 17 années à la tête de l'organisation. Il est remplacé par Frédéric Lénart, ancien membre exécutif du comité d'organisation de la course automobile des 24 Heures du Mans. En parallèle, Michel Poletti quitte également l'ITRA, dont il était le président depuis sa fondation, en 2013. Enfin, son épouse, Catherine Poletti, reste présidente d'UTMB Group.

### Secours
Patrick Basset est le directeur médical de l'UTMB. La société Dokever, qui gère le PC médical de l'UTMB est dirigée par son frère Bruno Basset. La société Dokever spécialisée dans l'assistance médicale événementielle s'occupe autant des blessures légères que des hélitreuillages après accident et organise le transfert vers les hôpitaux.

### Inscriptions
En raison du nombre de demandes d'inscription largement supérieur à celui des coureurs autorisés à prendre le départ, un système de tirage au sort détermine les participants. Pour l'édition 2013, les chances d'obtenir un dossard étaient d'environ une sur trois pour l'UTMB et d'une sur deux pour la CCC.
De 2008 à 2022, l'inscription à l'une des courses se faisait en justifiant des points acquis en finissant des courses qualificatives faisant partie du réseau ITRA. En finissant une de ces courses qualificatives, les coureurs obtenaient des points selon la longueur et le dénivelé de l'épreuve, 1 à 3 points jusqu'en 2015 puis 1 à 6 après, pour que les trails plus courts donnent également des points. Terminer une course non membre de l'ITRA, même parmi les plus difficiles, le Grand Raid des Pyrénées par exemple, n'apportait pas de points en vue de l'UTMB.
Un coureur pouvant justifier de ces points ITRA pouvait se pré-inscrire au tirage au sort numérique (par Excel), effectué en général au mois de janvier. Un coureur refusé au tirage au sort une première fois avait une chance double l'année suivante et un coureur refusé deux fois était inscrit d'office, à condition d'avoir conservé les points ITRA nécessaires à une inscription.
Pour participer à l'UTMB en 2016, 15 points étaient nécessaires à acquérir en trois courses maximum à effectuer dans les deux ans précédant l'évènement, 7 points en deux courses pour la CCC et la TDS. Mais deux durcissements de l'obtention de ces points (14 points étaient nécessaires en 3 courses maximum pour participer à l'UTMB 2015; puis en 2019 un barème plus difficile d'acquisition des points sur les courses, d'où par exemple le rallongement des Traces des Ducs de Savoie pour gagner le même nombre de points ITRA) n'ayant pas endigué l'accroissement des demandes d'inscriptions et pour éviter des pousser les coureurs à courir plus d'ultra-trails et au surentraînement, l'organisation a réfléchi dès les inscriptions pour l'édition 2020 à un nouveau système de qualification sur la base de Running Stones engrangés sur des événements sportifs partenaires de l'UTMB (Ushuaia by UTMB, Oman by UTMB, Val d'Aran by UTMB, Mozart 100...). Par ailleurs, en 2020, l'accès à l'UTMB ne demandait plus que 10 points en deux courses maximum.
Plus un coureur en accumulait des running stones plus il pouvait prétendre à s'inscrire à des courses plus longues et difficiles de l'évènement UTMB puisque comme pour les points ITRA, les Running Stones acquis variaient selon la difficulté de la course.
Quatre catégories de courses apparaitront : 
- les courses de 20 K donneront 1 running stone
- 50 K correspondra à 2 running stones
- 100 K donnera 3 running stones
- 160 K l’équivalent de 4 running stones[41].

Par exemple, une course de 80 km et 3 000 m de dénivelé sera considérée comme 110 K (100 m de dénivelé équivalent à 1 km, donc 80+30) et donnera donc 3 running stones.
Pour justifier ce changement, Catherine Poletti explique à un journaliste en 2021 : « Devant le succès de nos courses, on a créé un système de qualification depuis 2009 qui est devenu complexe. Ce système avec près de 4000 courses qualificatives dans le monde a notamment permis de développer de nombreuses courses. Mais on fait face au nombre exponentiel de demandes d’inscriptions à l’UTMB : 32000 en 2020, pour seulement 10000 places. Les coureurs sont chaque année plus nombreux à postuler, chaque année mieux qualifiés. On était arrivé à 15 points nécessaires collectés sur trois courses en moins de deux ans. On ne pouvait pas aller plus loin… » avant d'ajouter en réponse à une question : « Oui, on commençait à trop leur en demander. On poussait les gens à trop courir, avec un risque de surentrainement. Et puis, il y avait une autre problématique, c’est que certaines élites n’avaient pas leurs points de qualification. On a cherché le moyen de baisser cette obligation. Notre credo, avec le nouveau système, c’est de voyager moins pour voyager mieux. ».

### Sponsoring
Les sponsors principaux de l'évènement ont été The North Face jusqu'en 2016, Columbia Sportswear (2017-2021), Hoka en 2022 puis Dacia depuis 2023. En 2024, le sponsor principal est à nouveau Hoka.
Le salon de l'UTMB comptait 146 exposants pour 2021.

### Animations
Pour stimuler les coureurs du parcours de l'UTMB, la musique Conquest of paradise de Vangelis est diffusée juste avant les départs.
Depuis 2006, Ludovic Collet est le speaker officiel de l'évènement. L’évènement étant international et pour pouvoir commenter toutes les courses de la semaine, il est entouré par Sébastien Lopez, Karla Valladares-Palluel (française parlant couramment l’anglais et l’espagnol), Monica Dellevaux (parlant français et anglais), Vicky Pieniazeck (multilingue), l’italien Silvano Gadin, Christopher Hardy et l’irlandais Eoin Flynn.
À Chamonix, Olivier Darcy (alias « DJ Chouch ») et Sébastien Sliwinski (alias « DJ Djib ») assurent la musique et l'ambiance.

### Lutte contre le dopage et la triche
Les athlètes élites sont suivis depuis 2008 par le programme Quartz. Une première analyse est effectuée un mois avant le départ de la course, avec un prélèvement sanguin pour l'analyse biologique; et une analyse toxicologique pouvant comporter soit un prélèvement d'urine, de salive ou un prélèvement capillaire. L'athlète peut choisir pour effectuer ces tests le laboratoire le plus proche de sa localisation. Deux nouveaux contrôles sont effectués, l'un 24 h avant le départ, l'autre à l'arrivée à Chamonix.
Depuis 2021, en plus des substances interdites par l'AMA, le programme Quartz vérifie que des athlètes n'aient pas ingéré en quantité anormale des anti-inflammatoires non-stéroïdiens. Le programme Quartz exclut également des médicaments non interdits par l'AMA comme le tramadol et le levothyrox.
De plus, l'organisation est dotée d'un PC anti-triche pour contrôler la cohérence de l'avancée d'un coureur entre deux points de ravitaillement.

### Presse et suivi de la course
Les journalistes qui couvrent l'évènement, qui proviennent de 24 pays différents, sont rassemblés à Chamonix au centre des congrés Le Majestic. La WebTV qui diffuse les images de l'évènement se trouve également dans ce même centre. Les proches des coureurs ont accès à la progression des coureurs grâce au site Livetrail, comme sur d'autres évènements majeurs du trail.

## Moments notables de l'évènement

### Performances marquantes
- Lors de la première édition en 2003, seuls 67 finishers terminent l'épreuve à l'église de Chamonix[45],[46].
- En 2006, lors de la première édition de la CCC, c'est une femme, Corinne Favre, qui remporte le classement scratch général, un fait inédit. Menant la course de bout en bout[46], elle a franchi la ligne d'arrivée dix-huit minutes devant son dauphin masculin[22].
- En 2008, Kilian Jornet, alors âgé de 20 ans et le plus jeune concurrent de l'UTMB, remporte l'épreuve en devançant d'une heure un ancien vainqueur, Dawa Sherpa. Sa victoire fut dans un premier temps contestée par certains de ses adversaires, car il ne disposait pas de sac, ce qui fit douter qu'il avait emporté tout le matériel obligatoire[46]. Mais son succès fut confirmé par les organisateurs, Kilian expliquant par ailleurs que la seule banane dont il disposait durant la course était optimisée pour y rentrer tout le matériel nécessaire, tel qu'il le faisait en ski-alpinisme[47].
- En 2012, Elizabeth Hawker établit son 5e succès dans le classement féminin de l'UTMB, un record.
- En 2013, l'américaine Rory Bosio arrive 7e du classement scratch en battant le record du temps de courses chez les femmes. En 2021, une autre américaine, Courtney Dauwalter égale le classement scratch établi 8 ans plus tôt par Rory Bosio en améliorant son temps de quelques minutes.
- En remportant Les Traces des Ducs de Savoie en août 2014, Xavier Thévenard est devenu le seul coureur à établir un triplé en ayant gagné trois courses de l'événement, à savoir la CCC, la TDS et l'UTMB.
- En 2016, Ludovic Pommeret remporte l'UTMB à l'issue d'une remontée mémorable. Alors qu'il figure au début de la course dans le groupe des favoris, il est à partir des Contamines-Monjoie diminué par des problèmes gastriques[48] et recule dans le classement, jusqu'à être pointé à la 53e place[49]. Alors qu'il songe à l'abandon, il retrouve sa famille au ravitaillement des Chapieux et retrouve l'énergie pour continuer l'épreuve. Puis il remonte un à un ses concurrents, prend la tête de la course sur les alpages sous le sommet de Catogne[49]avant de l'emporter à Chamonix.
- En 2019, l'Espagnol Pau Capell a établi le temps de référence sur le parcours de l'UTMB. François D'Haene avait certes remporté l'UTMB en 2014 avec quelques minutes en moins mais ce n'est que depuis 2015 que par temps sec les coureurs doivent franchir le col des Pyramides calcaires[50] après le col de la Seigne.
- En 2022, le Catalan Kílian Jornet bat le record de Pau Capell en passant sous la barre symbolique des 20 heures. Il égale le record de quatre victoires de François D'Haene[51].

### Sophie Power lors de l’UTMB 2018 et la place des femmes dans le sport
Sophie Power avait initialement obtenu une place pour l'UTMB en 2014, mais elle a renoncé à cause de sa grossesse. À ce moment-là la politique de l'UTMB ne permettait pas de reporter une inscription pour des raisons de grossesse, contrairement aux blessures.[réf. nécessaire]
N'ayant pas été sélectionnée lors des tirages au sort en 2016 et 2017, elle a réussi à obtenir un dossard pour 2018 sans passer par le tirage au sort.
Elle a été photographiée en train d'allaiter son fils pendant un ravitaillement à Courmayeur, ce qui a suscité une large attention médiatique ,,,. Cette image a été choisie par The Guardian comme l'une des 50 photos ayant eu un impact important dans le sport .
Cette photo a non seulement mis en lumière les défis auxquels les femmes font face dans le sport, mais a également contribué à faire évoluer la politique de l'UTMB concernant les grossesses, permettant désormais aux athlètes de reporter leur participation en cas de grossesse[source insuffisante].
L'expérience de Sophie Power à l'UTMB en 2018 a donc non seulement été un exploit personnel, mais elle a également ouvert un dialogue sur les inégalités de genre dans le sport[source secondaire souhaitée].

### Parcours de repli face aux conditions climatiques
À plusieurs reprises, l'évènement n'a pas été épargné par le froid et la pluie. Déjà, lors de la première édition, le vainqueur Dawa Sherpa témoignait de conditions dantesques: « Je ne suis pas très attiré par les grosses organisations et donc par ce qu’est devenu l’UTMB, mais en 2003, quand j’ai couru, c’était vraiment l’aventure. Personne n’avait encore couru sur le parcours. On avait trois possibilités de distance et on ne nous imposait pas une liste de matériel obligatoire comme aujourd’hui. On se protégeait comme on pouvait de la pluie. Je me souviens du passage au col de la Seigne, entre la France et l’Italie, il grêlait tellement que les contrôleurs s’étaient abrités sous des rochers à 300 mètres du chemin.  Ils me faisaient des signes de loin pour me dire de redescendre. On était vraiment seul avec la nature ! ».
L'édition 2010 a été suspendue quelques heures après le départ pour des raisons de sécurité liées à la météo. En effet, l'organisation n'a pas voulu laisser les coureurs s'engager en pleine montagne avec des conditions qui empiraient. Ce fut une grande déception pour les coureurs ainsi que tous les bénévoles mobilisés. Conscients de cette déception et, grâce à un formidable élan de solidarité entre les communes, les administrations et les bénévoles, les organisateurs ont proposé une course de remplacement le lendemain de l'annulation, course raccourcie à 88 km pour laquelle 1 238 coureurs ont pris le départ 650 coureurs de l'UTMB se sont présentés, ainsi que 588 des coureurs de la TDS pour qui le départ a complètement été annulé.
En 2011, face aux orages et aux chutes de neiges sur les plus hauts cols, le parcours fut prolongé de quelques kilomètres en Suisse, passant de 166 km à 170 km (peut-être plus avec l'amélioration postérieure des moyens de mesure). Cependant, des changements notables furent décidés: d'abord un départ retardé de 5 heures. Ensuite, le parcours fut poussé jusqu'à Martigny au lieu de passer par la montée de Bovine où les conditions de sécurité n'étaient plus assurées; puis l'organisation faisait monter les coureurs directement vers La Flégère sans passer par le col de la Tête aux Vents. Les mêmes modifications de parcours furent instaurés sur la CCC avec en plus une montée au traditionnel refuge Bertone mais sans passer par la tête de la Tronche, et de même les alpages de Catogne furent évités. Ces ajustements ont tout de même permis à la CCC de garder une distance de 93 km pour 5 100 m de dénivelé.
La course fut également raccourcie à 103 km et 5 600 m de dénivelé en 2012, en raison de conditions climatiques défavorables les jours précédents l'épreuve, notamment des chutes de neige à partir de 1 800 m d'altitude, rendant les sentiers des plus hauts cols impraticables. De plus le parcours fut intégralement en France puisqu'il était inenvisageable de franchir le col de la Seigne à la frontière franco-italienne et le Grand col Ferret permettant de passer en Suisse.
Sur l'édition 2017, des modifications mineures furent apportées au parcours pour faire face à la pluie et au froid (jusqu'à −9 °C annoncés en altitude): après le col de la Seigne devaient descendre directement vers le lac Combal en évitant le col des Pyramides Calcaires, et enfin sur le final les coureurs montaient directement à La Flégère sans passer par le col de la Tête aux Vents. Pour franchir le Grand col Ferret, les concurrents ont dû affronter la grêle, les bourrasques de vent et la neige.

### Drames
En 2021, un drame s'est produit sur les Traces des Ducs de Savoie. La course est neutralisée après la chute mortelle d'un concurrent tchèque, Ondrej Tabarka, âgé de 35 ans, au Passeur de Pralognan. Seuls 293 coureurs passés avant rallient la ligne d'arrivée.
En 2022, une nouvelle chute mortelle s'est produite pour un coureur brésilien sur le parcours de la Petite Trotte à Léon, dans la nuit entre le col du Tricot et le refuge de Plan Glacier.
L'année suivante, encore sur le parcours de la Petite Trotte à Léon, Bernard Mayencourt, un coureur suisse de 59 ans, faisait un malaise deux heures après son départ lundi, dans l'ascension du plan de l'Aiguille. Évacué dans les Hôpitaux universitaires de Genève, il décède 6 jours plus tard soit le dimanche malgré les soins prodigués. Il avait souffert d'insuffisance cardiaque,.

## Critiques
Avec près de 10 000 coureurs réunis au cours de l'évènement, l'UTMB est notamment critiqué pour son gigantisme,, qui cause un impact environnemental démesuré (notamment à cause donc des émissions de gaz à effet de serre des transports motorisés qu'il implique, estimées à 11 kt équivalent CO2 en 2019), et des nuisances pour les riverains de Chamonix (circulation, bruit),. Certains dénoncent la marchandisation de l'épreuve, entre autres par la multiplication des courses annexes comptant comme épreuves de qualification ou par l'augmentation des frais d'inscription.
En 2021 l'entreprise américaine Iron-man Group rachète 45 % de l'UTMB.
L'édition 2023 voit les coureurs signer une pétition, contre le nouveau nom officiel de l'épreuve Dacia-UTMB, un collectif de compétiteurs écologiques dénonce le partenariat avec cette entreprise de l’industrie automobile, qui selon eux cherche principalement à verdir son image.
En janvier 2024, un mail privé cosigné par Kílian Jornet et Zach Miller invite plusieurs athlètes à boycotter la course, citant notamment la mauvaise direction que prendrait l'UTMB World Series ainsi que les aspects financiers qui deviendraient prépondérants. Une des raisons invoquées est la disparition forcée de certaines épreuves supplantées par de nouvelles signées « by UTMB ». Une autre est le système de qualification pour l'Ultra-Trail du Mont-Blanc qui force les athlètes à participer aux épreuves de l'UTMB World Series. Le mail est rendu public par l'entraîneur Martin Cox. Afin d'apaiser les tensions, Kílian Jornet et Zach Miller s'entretiennent avec les responsables de l'UTMB pour clarifier leurs positions respectives et relativiser l'appel au boycott,.

## Palmarès

### UTMB
| Édition | Date               | P.M  | Hommes                                               | Hommes                                               | Hommes                                               | Hommes                                               | Hommes                                               | Hommes                                               | Hommes |
| ------- | ------------------ | ---- | ---------------------------------------------------- | ---------------------------------------------------- | ---------------------------------------------------- | ---------------------------------------------------- | ---------------------------------------------------- | ---------------------------------------------------- | ------ |
|         |                    |      | 1er                                                  | Temps                                                | 2ème                                                 | Temps                                                | 3ème                                                 | Temps                                                |        |
| 1re     | 29 août 2003       | -    | Dawa Sherpa                                          | 20 h 5 min 59 s                                      | Topher Gaylord                                       | 22 h 15 min 17 s                                     | Brandon Sybrowsky                                    | 22 h 15 min 17 s                                     |        |
| 2e      | 27 août 2004       | -    | Vincent Delebarre                                    | 21 h 6 min 18 s                                      | Dawa Sherpa                                          | 23 h 2 min 28 s                                      | Jean Clause Pache                                    | 23 h 40 min 8 s                                      |        |
| 3e      | 26 août 2005       | -    | Christophe Jaquerod                                  | 21 h 11 min 7 s                                      | Vincent Delebarre                                    | 21 h 25 min 2 s                                      | Marco Olmo                                           | 21 h 49 min 57 s                                     |        |
| 4e      | 25 août 2006       | -    | Marco Olmo                                           | 21 h 6 min 6 s                                       | Csaba Németh                                         | 21 h 37 min 32 s                                     | Vincent Delebarre                                    | 21 h 59 min 29 s                                     |        |
| 5e      | 24 août 2007       | -    | Marco Olmo — 2e victoire                             | 21 h 31 min 58 s                                     | Jens Lukas                                           | 22 h 23 min 55 s                                     | Nicolas Mermoud                                      | 22 h 30 min 51 s                                     |        |
| 6e      | 29 août 2008       | -    | Kílian Jornet                                        | 20 h 56 min 59 s                                     | Dawa Sherpa                                          | 21 h 56 min 52 s                                     | Julien Chorier                                       | 22 h 31 min 35 s                                     |        |
| 7e      | 28 août 2009       | -    | Kílian Jornet — 2e victoire                          | 21 h 33 min 18 s                                     | Sébastien Chaigneau                                  | 22 h 36 min 45 s                                     | Tsuyoshi Kaburaki                                    | 22 h 48 min 36 s                                     |        |
| 8e      | 28 août 2010       | O    | Jez Bragg                                            | 10 h 30 min 37 s                                     | Mike Wolfe                                           | 10 h 37 min 38 s                                     | Zigor Iturrieta Ruiz                                 | 10 h 49 min 18 s                                     |        |
| 9e      | 26 août 2011       | -    | Kílian Jornet — 3e victoire                          | 20 h 36 min 43 s                                     | Iker Karrera Aranburu                                | 20 h 45 min 30 s                                     | Sébastien Chaigneau                                  | 20 h 55 min 41 s                                     |        |
| 10e     | 31 août 2012       | O    | François D'Haene                                     | 10 h 32 min 36 s                                     | Jonas Buud                                           | 11 h 3 min 19 s                                      | Mike Foote                                           | 11 h 19 min 0 s                                      |        |
| 11e     | 30 août 2013       | -    | Xavier Thévenard                                     | 20 h 34 min 57 s                                     | Miguel Angel Heras Hernandez                         | 20 h 54 min 8 s                                      | Javier Dominguez-Ledo                                | 21 h 17 min 38 s                                     |        |
| 12e     | 29 août 2014       | -    | François D'Haene — 2e victoire                       | 20 h 11 min 44 s                                     | Iker Karrera Aranburu                                | 20 h 55 min 42 s                                     | Tofol Castaner Bernat                                | 20 h 55 min 42 s                                     |        |
| 13e     | 28 août 2015       | -    | Xavier Thévenard — 2e victoire                       | 21 h 9 min 15 s                                      | Luis Alberto Hernando Alzaga                         | 21 h 57 min 17 s                                     | David Laney                                          | 21 h 59 min 42 s                                     |        |
| 14e     | 26 août 2016       | -    | Ludovic Pommeret                                     | 22 h 0 min 2 s                                       | Gediminas Grinius                                    | 22 h 26 min 5 s                                      | Tim Tollefson                                        | 22 h 30 min 28 s                                     |        |
| 15e     | 1er septembre 2017 | O    | François D'Haene — 3e victoire                       | 19 h 1 min 54 s                                      | Kilian Jornet                                        | 19 h 16 min 57 s                                     | Tim Tollefson                                        | 19 h 53 min 0 s                                      |        |
| 16e     | 31 août 2018       | -    | Xavier Thévenard — 3e victoire                       | 20 h 44 min 16 s                                     | Robert Hajnal                                        | 21 h 31 min 37 s                                     | Jordi Gamito                                         | 21 h 57 min 1 s                                      |        |
| 17e     | 30 août 2019       | -    | Pau Capell                                           | 20 h 19 min 7 s                                      | Xavier Thévenard                                     | 21 h 7 min 56 s                                      | Scott Hawker                                         | 21 h 48 min 4 s                                      |        |
|         | 2020               | 2020 | édition annulée en raison de la pandémie de Covid-19 | édition annulée en raison de la pandémie de Covid-19 | édition annulée en raison de la pandémie de Covid-19 | édition annulée en raison de la pandémie de Covid-19 | édition annulée en raison de la pandémie de Covid-19 | édition annulée en raison de la pandémie de Covid-19 |        |
| 18e     | 28 août 2021       | -    | François D'Haene — 4e victoire                       | 20 h 45 min 59 s                                     | Aurélien Dunand-Pallaz                               | 20 h 58 min 31 s                                     | Mathieu Blanchard                                    | 21 h 12 min 44 s                                     |        |
| 19e     | 27 août 2022       | -    | Kílian Jornet — 4e victoire                          | 19 h 49 min 30 s                                     | Mathieu Blanchard                                    | 19 h 54 min 50 s                                     | Tom Evans                                            | 20 h 34 min 35 s                                     |        |
| 20e     | 2 septembre 2023   | O    | Jim Walmsley                                         | 19 h 37 min 43 s                                     | Zach Miller                                          | 19 h 58 min 59 s                                     | Germain Grangier                                     | 20 h 10 min 52 s                                     |        |
| 21e     | 31 août 2024       | -    | Vincent Bouillard                                    | 19 h 54 min 23 s                                     | Baptiste Chassagne                                   | 20 h 22 min 45 s                                     | Joaquín López                                        | 20 h 26 min 22 s                                     |        |

Le temps établi par Jim Walmsley sur l'édition 2023 n'a pas été validé comme un record car la fin du parcours a été modifiée, ne passant pas par le col de la Tête aux Vents mais plutôt par le Béchar (1 724 m) pour rejoindre La Flégère. Ceci est dû non seulement à cause de la météo des jours précédents (le froid ayant pu rendre glissants certains passages) mais aussi à cause d'un désaccord avec certains propriétaires de la montagne des Chéserys, certains réclamant à l'organisation un paiement pour droit de passage au col de la Tête aux Vents, chose refusée.

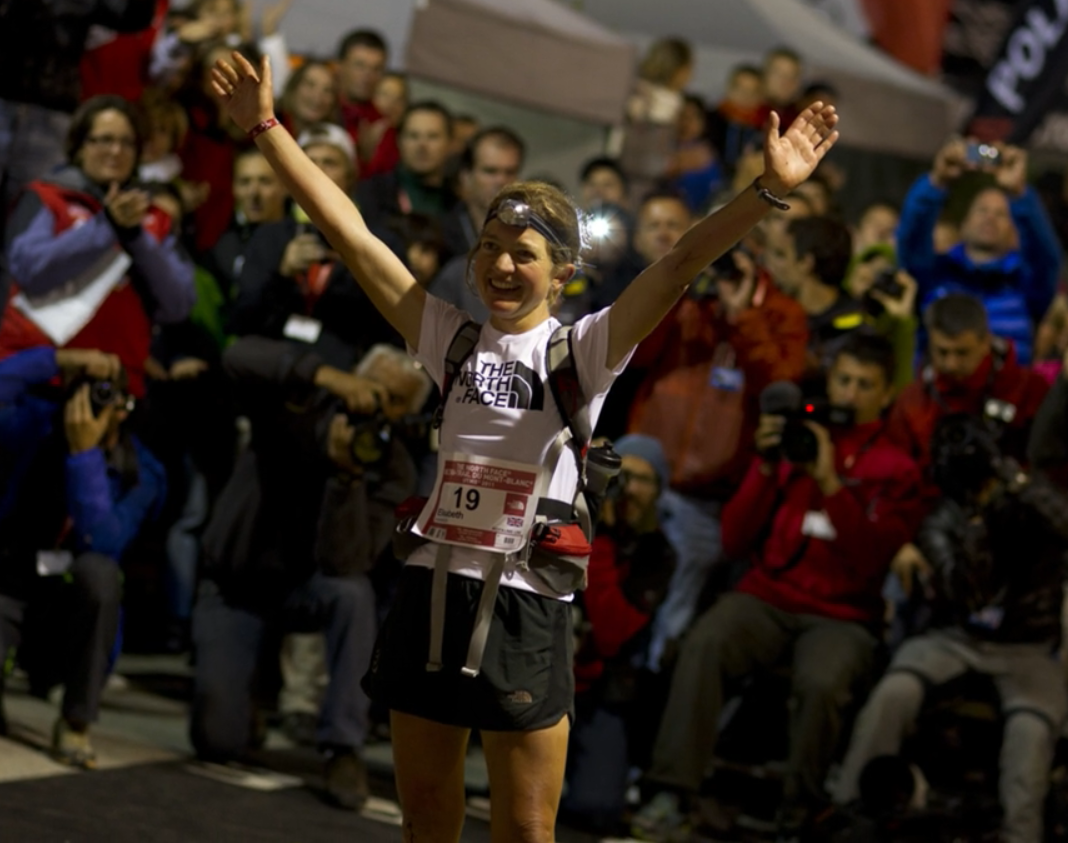
Lizzy Hawker, quintuple vainqueur féminine, ici en 2005
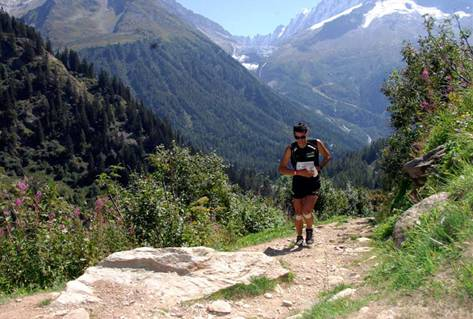
Kílian Jornet, vainqueur des éditions 2008, 2009, 2011 et 2022, durant l'Ultra-Trail du Mont-Blanc 2008
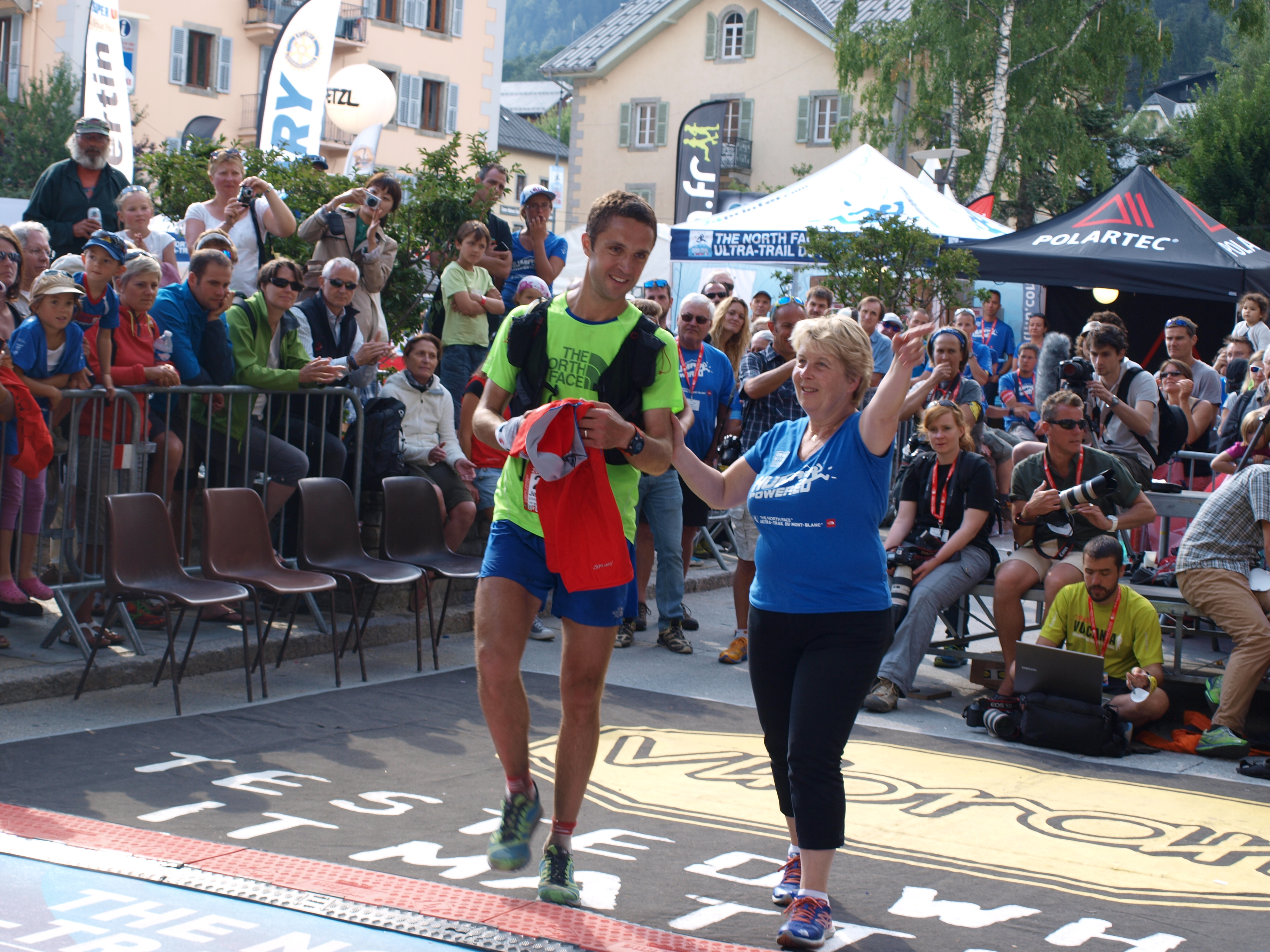
Jez Bragg, vainqueur en 2010, ici en 2013 aux côtés de Catherine Poletti.
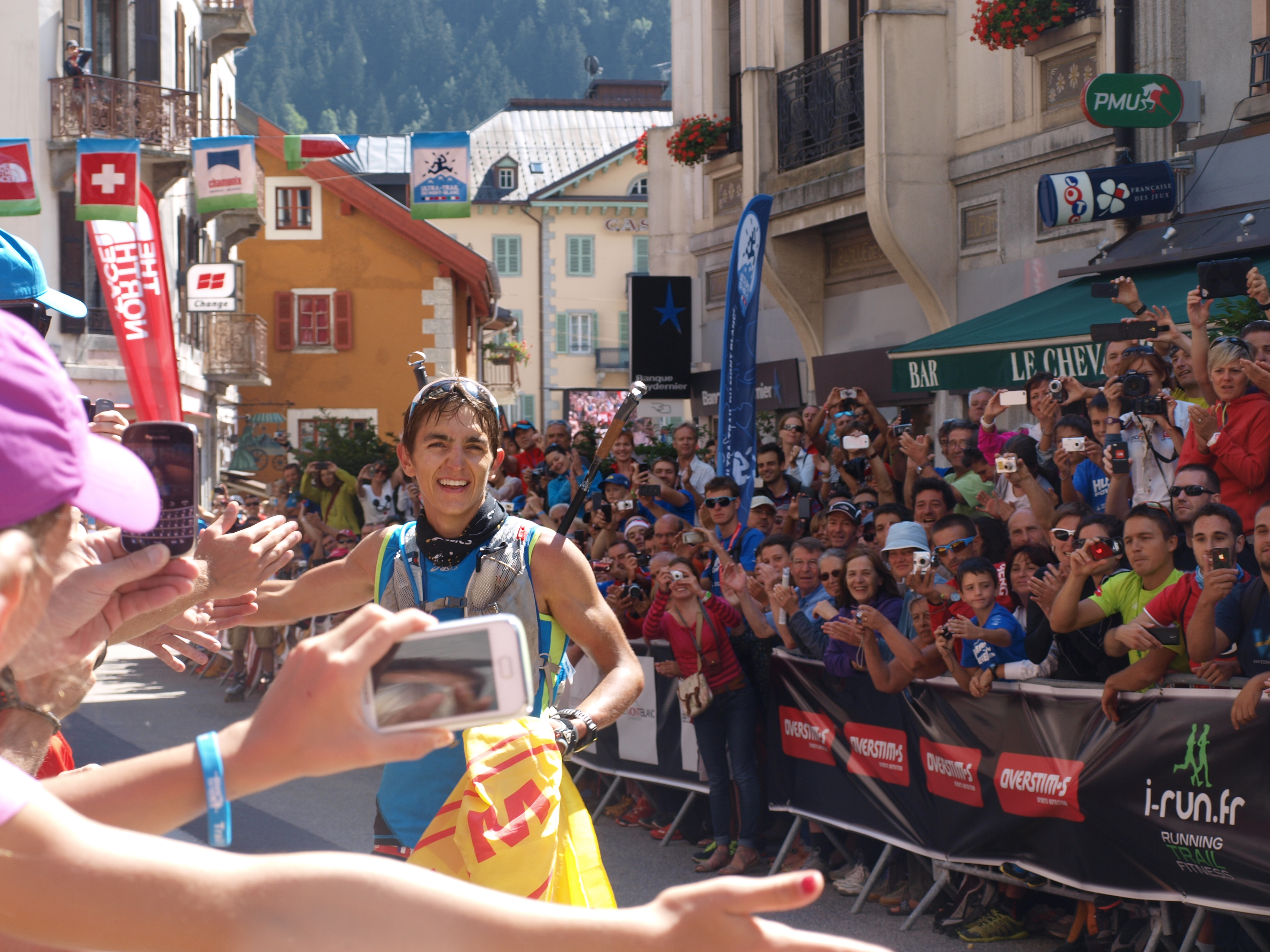
Xavier Thévenard, vainqueur en 2013, 2015 et 2018
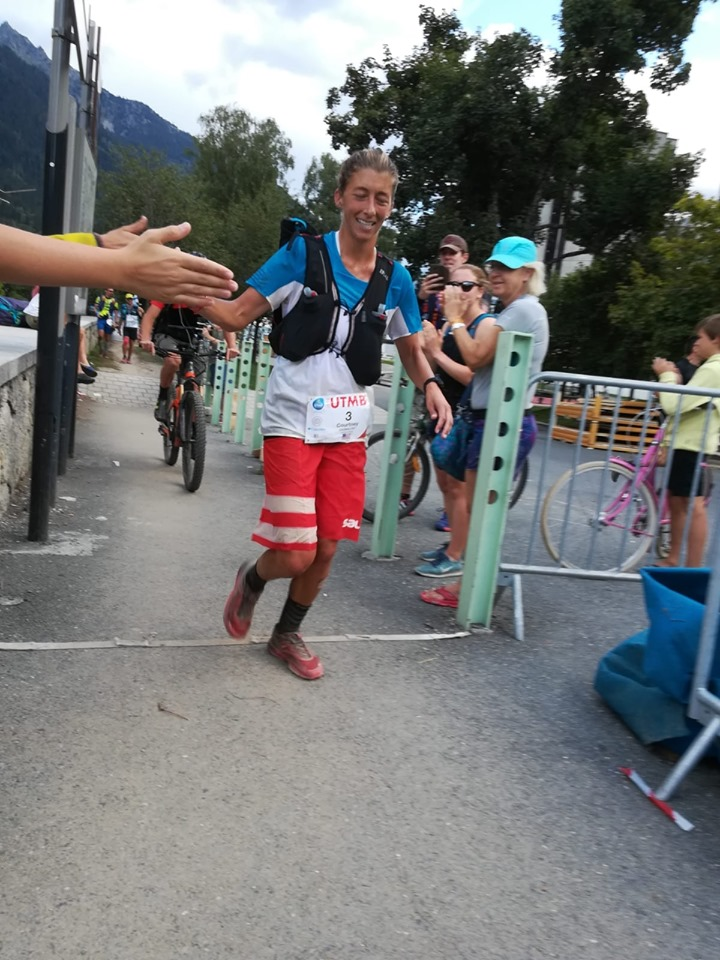
Courtney Dauwalter, vainqueur féminine en 2019

| Édition | Date | Femmes                                               | Femmes                                               | Femmes                                               | Femmes                                               | Femmes                                               | Femmes                                               | Femmes                                               |
| ------- | ---- | ---------------------------------------------------- | ---------------------------------------------------- | ---------------------------------------------------- | ---------------------------------------------------- | ---------------------------------------------------- | ---------------------------------------------------- | ---------------------------------------------------- |
|         |      | Rang Scratch                                         | 1re                                                  | Temps                                                | 2éme                                                 | Temps                                                | 3éme                                                 | Temps                                                |
| 1re     | 2003 | 24e                                                  | Krissy Moehl                                         | 29 h 38 min 24 s                                     | Anne-Marie Bais                                      | 32 h 19 min 36 s                                     | Monique Gauthier                                     | 33 h 3 min 55 s                                      |
| 2e      | 2004 | 14e                                                  | Colette Borcard                                      | 26 h 8 min 54 s                                      | Martina Juda                                         | 32 h 31 min 14 s                                     | Monique Muhlen                                       | 32 h 33 min 9 s                                      |
| 3e      | 2005 | 25e                                                  | Lizzy Hawker                                         | 26 h 53 min 51 s                                     | Simone Kayser                                        | 27 h 13 min 19 s                                     | Magali Juvenal                                       | 32 h 22 min 57 s                                     |
| 4e      | 2006 | 25e                                                  | Karine Herry                                         | 25 h 22 min 20 s                                     | Simone Kayser                                        | 26 h 5 min 58 s                                      | Patricia Signorio                                    | 27 h 45 min 51 s                                     |
| 5e      | 2007 | 19e                                                  | Nikki Kimball                                        | 25 h 23 min 45 s                                     | Mònica Aguilera Viladomiu                            | 27 h 18 min 17 s                                     | Karine Herry                                         | 29 h 26 min 3 s                                      |
| 6e      | 2008 | 14e                                                  | Lizzy Hawker — 2e victoire                           | 25 h 19 min 41 s                                     | Karine Herry                                         | 27 h 38 min 35 s                                     | Catherine Dubois                                     | 28 h 30 min 59 s                                     |
| 7e      | 2009 | 11e                                                  | Krissy Moehl — 2e victoire                           | 24 h 56 min 1 s                                      | Lizzy Hawker                                         | 26 h 4 min 42 s                                      | Mònica Aguilera Viladomiu                            | 29 h 17 min 31 s                                     |
| 8e      | 2010 | 19e                                                  | Lizzy Hawker — 3e victoire                           | 11 h 47 min 30 s                                     | Nerea Martínez-Urruzola                              | 12 h 49 min 27 s                                     | Agnès Hervé                                          | 14 h 11 min 35 s                                     |
| 9e      | 2011 | 13e                                                  | Lizzy Hawker — 4e victoire                           | 25 h 2 min 0 s                                       | Nerea Martínez-Urruzola                              | 27 h 55 min 34 s                                     | Darcy Piceu Africa                                   | 28 h 30 min 28 s                                     |
| 10e     | 2012 | 16e                                                  | Lizzy Hawker — 5e victoire                           | 12 h 32 min 13 s                                     | Francesca Canepa                                     | 13 h 17 min 1 s                                      | Emma Roca                                            | 13 h 23 min 37 s                                     |
| 11e     | 2013 | 7e                                                   | Rory Bosio                                           | 22 h 37 min 26 s                                     | Núria Picas                                          | 24 h 32 min 20 s                                     | Emma Roca                                            | 24 h 48 min 14 s                                     |
| 12e     | 2014 | 14e                                                  | Rory Bosio — 2e victoire                             | 23 h 23 min 20 s                                     | Núria Picas                                          | 24 h 54 min 29 s                                     | Nathalie Mauclair                                    | 25 h 47 min 35 s                                     |
| 13e     | 2015 | 19e                                                  | Nathalie Mauclair                                    | 25 h 15 min 33 s                                     | Uxue Fraile Azpeitia                                 | 26 h 29 min 35 s                                     | Denise Zimmermann                                    | 27 h 33 min 51 s                                     |
| 14e     | 2016 | 20e                                                  | Caroline Chaverot                                    | 25 h 15 min 40 s                                     | Andrea Huser                                         | 25 h 22 min 56 s                                     | Uxue Fraile Azpeitia                                 | 27 h 10 min 22 s                                     |
| 15e,    | 2017 | 41e                                                  | Núria Picas                                          | 25 h 46 min 43 s                                     | Andrea Huser                                         | 25 h 49 min 18 s                                     | Christelle Bard                                      | 26 h 39 min 3 s                                      |
| 16e     | 2018 | 33e                                                  | Francesca Canepa                                     | 26 h 3 min 48 s                                      | Uxue Fraile Azpeitia                                 | 26 h 8 min 7 s                                       | Jocelyne Pauly                                       | 26 h 15 min 11 s                                     |
| 17e     | 2019 | 21e                                                  | Courtney Dauwalter                                   | 24 h 34 min 26 s                                     | Kristin Berglund                                     | 25 h 34 min 12 s                                     | Maite Maiora                                         | 25 h 41 min 30 s                                     |
|         | 2020 | édition annulée en raison de la pandémie de Covid-19 | édition annulée en raison de la pandémie de Covid-19 | édition annulée en raison de la pandémie de Covid-19 | édition annulée en raison de la pandémie de Covid-19 | édition annulée en raison de la pandémie de Covid-19 | édition annulée en raison de la pandémie de Covid-19 | édition annulée en raison de la pandémie de Covid-19 |
| 18e     | 2021 | 7e                                                   | Courtney Dauwalter — 2e victoire                     | 22 h 30 min 54 s                                     | Camille Bruyas                                       | 24 h 9 min 42 s                                      | Mimmi Kotka                                          | 25 h 8 min 29 s                                      |
| 19e     | 2022 | 22e                                                  | Katie Schide                                         | 23 h 15 min 12 s                                     | Marianne Hogan                                       | 24 h 31 min 22 s                                     | Kaytlyn Gerbin                                       | 25 h 7 min 44 s                                      |
| 20e     | 2023 | 25e                                                  | Courtney Dauwalter — 3e victoire                     | 23 h 29 min 14 s                                     | Katharina Hartmuth                                   | 24 h 10 min 52 s                                     | Blandine L'Hirondel                                  | 24 h 22 min 50 s                                     |
| 21e     | 2024 | 13e                                                  | Katie Schide — 2e victoire                           | 22 h 9 min 31 s                                      | Ruth Croft                                           | 22 h 48 min 37 s                                     | Marianne Hogan                                       | 23 h 11 min 15 s                                     |

### Classements par nation de l'UTMB
| Rang | Nation           | 1er | 2e | 3e | Total |
| ---- | ---------------- | --- | -- | -- | ----- |
| 1    | France           | 10  | 6  | 7  | 23    |
| 2    | Espagne          | 5   | 5  | 4  | 14    |
| 3    | Italie           | 2   |    | 1  | 3     |
| 4    | États-Unis       | 1   | 3  | 5  | 9     |
| 5    | Népal            | 1   | 2  |    | 3     |
| 6    | Royaume-Uni      | 1   |    | 1  | 2     |
| 7    | Suisse           | 1   |    |    | 1     |
| 8    | Allemagne        |     | 1  |    | 1     |
| 8    | Hongrie          |     | 1  |    | 1     |
| 8    | Lituanie         |     | 1  |    | 1     |
| 8    | Roumanie         |     | 1  |    | 1     |
| 8    | Suède            |     | 1  |    | 1     |
| 13   | Équateur         |     |    | 1  | 1     |
| 13   | Japon            |     |    | 1  | 1     |
| 13   | Nouvelle-Zélande |     |    | 1  | 1     |

| Rang | Nation           | 1re | 2e | 3e | Total |
| ---- | ---------------- | --- | -- | -- | ----- |
| 1    | États-Unis       | 10  |    | 2  | 12    |
| 2    | Royaume-Uni      | 5   | 1  |    | 6     |
| 3    | France           | 3   | 3  | 10 | 16    |
| 4    | Espagne          | 1   | 7  | 5  | 13    |
| 5    | Suisse           | 1   | 2  | 1  | 4     |
| 6    | Italie           | 1   | 1  |    | 2     |
| 7    | Luxembourg       |     | 2  | 1  | 3     |
| 8    | Canada           |     | 1  | 1  | 2     |
| 8    | Suède            |     | 1  | 1  | 2     |
| 10   | Allemagne        |     | 1  |    | 1     |
| 10   | Nouvelle-Zélande |     | 1  |    | 1     |
| 10   | Tchéquie         |     | 1  |    | 1     |

### CCC
| Édition | Date               | Hommes                                               | Hommes                                               | Hommes                                               | Femmes                                               | Femmes                                               | Femmes                                               |
| ------- | ------------------ | ---------------------------------------------------- | ---------------------------------------------------- | ---------------------------------------------------- | ---------------------------------------------------- | ---------------------------------------------------- | ---------------------------------------------------- |
|         |                    | Rang                                                 | Athlète                                              | Temps                                                | Rang                                                 | Athlète                                              | Temps                                                |
| 1re     | 25 août 2006       | 2e                                                   | Alun Powell                                          | 10 h 53 min 17 s                                     | 1re                                                  | Corinne Favre                                        | 10 h 35 min 55 s                                     |
| 2e      | 24 août 2007       | 1er                                                  | Julien Chorier                                       | 10 h 19 min 46 s                                     | 23e                                                  | Andrea Zimmermann                                    | 12 h 28 min 5 s                                      |
| 3e      | 29 août 2008       | 1er                                                  | Guillaume Le Normand                                 | 12 h 26 min 4 s                                      | 12e                                                  | Lucy Colquhoun                                       | 14 h 33 min 37 s                                     |
| 4e      | 28 août 2009       | 1er                                                  | Jean-Yves Rey                                        | 11 h 40 min 47 s                                     | 79e                                                  | Chantal Begue                                        | 16 h 51 min 0 s                                      |
| 5e      | 27 août 2010       | 1er                                                  | Xavier Thévenard                                     | 11 h 57 min 13 s                                     | 29e                                                  | Maud Giraud                                          | 14 h 7 min 38 s                                      |
| 6e      | 26 août 2011       | 1re                                                  | Emmanuel Gault                                       | 10 h 10 min 25 s                                     | 37e                                                  | Virginie Govignon                                    | 12 h 47 min 11 s                                     |
| 7e      | 31 août 2012       | 1er                                                  | Cristòfol Castanyer                                  | 8 h 57 min 4 s                                       | 34e                                                  | Ellie Greenwood                                      | 11 h 17 min 24 s                                     |
| 8e      | 30 août 2013       | 1er                                                  | Jordi Bes                                            | 11 h 23 min 1 s                                      | 17e                                                  | Caroline Chaverot                                    | 14 h 12 min 0 s                                      |
| 9e      | 29 août 2014       | 1er                                                  | Pau Bartolo                                          | 11 h 21 min 16 s                                     | 34e                                                  | Anne-Lise Rousset                                    | 14 h 28 min 48 s                                     |
| 10e     | 28 août 2015       | 1er                                                  | Zach Miller                                          | 11 h 53 min 32 s                                     | 8e                                                   | Ruth Croft                                           | 12 h 54 min 53 s                                     |
| 11e     | 26 août 2016       | 1er                                                  | Michel Lanne                                         | 12 h 10 min 4 s                                      | 14e                                                  | Mimmi Kotka                                          | 13 h 42 min 46 s                                     |
| 12e     | 1er septembre 2017 | 1er                                                  | Hayden Hawks                                         | 10 h 24 min 30 s                                     | 26e                                                  | Clare Gallagher                                      | 12 h 13 min 57 s                                     |
| 13e     | 31 août 2018       | 1er                                                  | Thomas Evans                                         | 10 h 44 min 32 s                                     | 11e                                                  | Miao Yao                                             | 11 h 57 min 46 s                                     |
| 14e     | 30 août 2019       | 1er                                                  | Luis Alberto Hernando                                | 10 h 28 min 49 s                                     | 23e                                                  | Ragna Debats                                         | 12 h 10 min 33 s                                     |
|         | 2020               | édition annulée en raison de la pandémie de Covid-19 | édition annulée en raison de la pandémie de Covid-19 | édition annulée en raison de la pandémie de Covid-19 | édition annulée en raison de la pandémie de Covid-19 | édition annulée en raison de la pandémie de Covid-19 | édition annulée en raison de la pandémie de Covid-19 |
| 18e     | 27 août 2021       | 1er                                                  | Thibaut Garrivier                                    | 10 h 23 min 26 s                                     | 39e                                                  | Marta Molist Codina                                  | 12 h 50 min 48 s                                     |
| 19e     | 26 août 2022       | 1er                                                  | Petter Engdahl                                       | 9 h 53 min 2 s                                       | 24e                                                  | Blandine L'Hirondel                                  | 11 h 40 min 55 s                                     |
| 20e     | 1er septembre 2023 | 1er                                                  | Jonathan Albon                                       | 10 h 14 min 25 s                                     | 18e                                                  | Yngvild Kaspersen                                    | 11 h 51 min 22 s                                     |
| 21e     | 30 août 2024       | 1er                                                  | Hayden Hawks                                         | 10 h 20 min 11 s                                     | 22e                                                  | Toni McCann                                          | 11 h 57 min 59 s                                     |

### TDS
| Édition | Date          | Hommes                                               | Hommes                                               | Hommes                                               | Femmes                                               | Femmes                                               | Femmes                                               |
| ------- | ------------- | ---------------------------------------------------- | ---------------------------------------------------- | ---------------------------------------------------- | ---------------------------------------------------- | ---------------------------------------------------- | ---------------------------------------------------- |
|         |               | Rang                                                 | Athlète                                              | Temps                                                | Rang                                                 | Athlète                                              | Temps                                                |
| 1re     | 29 août 2009  | 1er                                                  | Patrick Bohard                                       | 14 h 1 min 48 s                                      | 26e                                                  | Fernanda Maciel                                      | 17 h 17 min 43 s                                     |
| 2e      | 28 août 2010  | édition annulée en raison des intempéries            | édition annulée en raison des intempéries            | édition annulée en raison des intempéries            | édition annulée en raison des intempéries            | édition annulée en raison des intempéries            | édition annulée en raison des intempéries            |
| 3e      | 25 août 2011  | 1er                                                  | Franck Bussière                                      | 15 h 51 min 37 s                                     | 56e                                                  | Jolanda Linschooten                                  | 20 h 57 min 32 s                                     |
| 4e      | 1er août 2012 | 1er                                                  | Dawa Sherpa                                          | 14 h 37 min 7 s                                      | 34e                                                  | Agnès Hervé                                          | 19 h 7 min 0 s                                       |
| 5e      | 29 août 2013  | 1er                                                  | Arnaud Julia Bonmati                                 | 15 h 9 min 59 s                                      | 14e                                                  | Nathalie Mauclair                                    | 17 h 36 min 41 s                                     |
| 6e      | 27 août 2014  | 1er                                                  | Xavier Thévenard                                     | 14 h 10 min 37 s                                     | 34e                                                  | Teresa Nimes Pérez                                   | 18 h 41 min 12 s                                     |
| 7e      | 26 août 2015  | 1er                                                  | Pau Bartolo                                          | 14 h 26 min 40 s                                     | 13e                                                  | Andrea Huser                                         | 16 h 35 min 29 s                                     |
| 8e      | 24 août 2016  | 1er                                                  | Pau Capell                                           | 14 h 45 min 44 s                                     | 30e                                                  | Delphine Avenier                                     | 18 h 46 min 24 s                                     |
| 9e      | 30 août 2017  | 1er                                                  | Michel Lanne                                         | 14 h 33 min 9 s                                      | 10e                                                  | Mimmi Kotka                                          | 15 h 47 min 7 s                                      |
| 10e     | 29 août 2018  | 1er                                                  | Marcin Świerc                                        | 13 h 24 min 0 s                                      | 23e                                                  | Audrey Tanguy                                        | 16 h 5 min 22 s                                      |
| 11e     | 28 août 2019  | 1er                                                  | Pablo Villa González                                 | 18 h 3 min 6 s                                       | 23e                                                  | Audrey Tanguy — 2e victoire                          | 21 h 36 min 15 s                                     |
|         | 2020          | édition annulée en raison de la pandémie de Covid-19 | édition annulée en raison de la pandémie de Covid-19 | édition annulée en raison de la pandémie de Covid-19 | édition annulée en raison de la pandémie de Covid-19 | édition annulée en raison de la pandémie de Covid-19 | édition annulée en raison de la pandémie de Covid-19 |
| 12e     | 24 août 2021  | 1er                                                  | Erik-Sebastian Krogvig                               | 18 h 49 min 58 s                                     | 26e                                                  | Manon Bohard                                         | 23 h 11 min 14 s                                     |
| 13e     | 23 août 2022  | 1er                                                  | Ludovic Pommeret                                     | 18 h 37 min 4 s                                      | 13e                                                  | Martina Valmassoi                                    | 22 h 42 min 47 s                                     |
| 14e     | 29 août 2023  | 1er                                                  | Christian Meier                                      | 19 h 36 min 35 s                                     | 21e                                                  | Maryline Nakache                                     | 23 h 37 min 57 s                                     |
| 15e     | 26 août 2024  | 1er                                                  | Thibault Marquet                                     | 18 h 59 min 36 s                                     | 29e                                                  | Marie Dohin                                          | 24 h 6 min 1 s                                       |

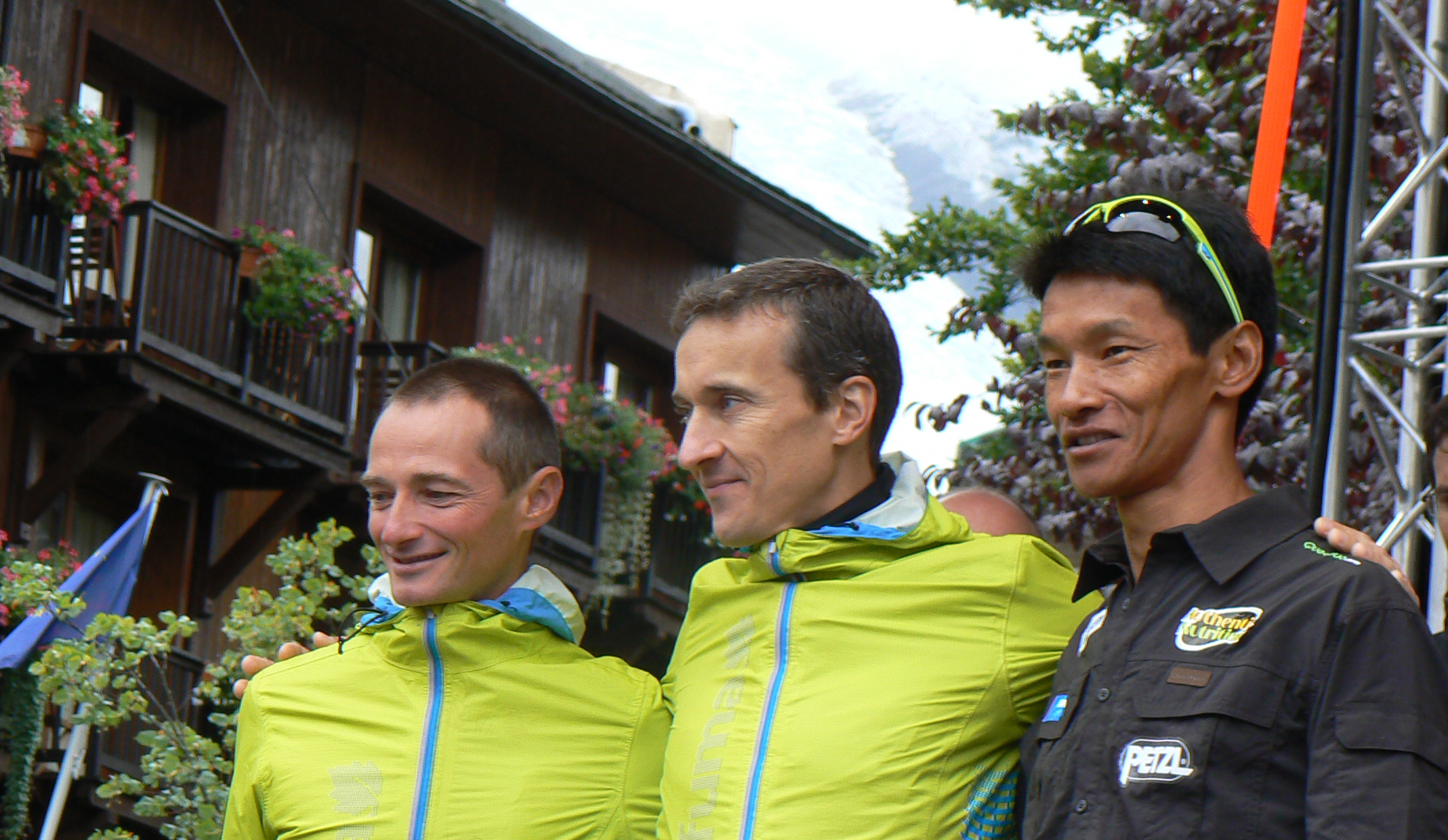
Dawa Sherpa, vainqueur en 2012, suivi de Lionel Trivel et Antoine Guillon

Le parcours a été rallongé à partir de 2019 d'où des durées de courses plus longues.

### OCC
| Édition | Date         | Hommes                                               | Hommes                                               | Hommes                                               | Femmes                                               | Femmes                                               | Femmes                                               |
| ------- | ------------ | ---------------------------------------------------- | ---------------------------------------------------- | ---------------------------------------------------- | ---------------------------------------------------- | ---------------------------------------------------- | ---------------------------------------------------- |
|         |              | Rang                                                 | Athlète                                              | Temps                                                | Rang                                                 | Athlète                                              | Temps                                                |
| 1re     | 30 août 2014 | 1er                                                  | Nicolas Martin                                       | 5 h 7 min 45 s                                       | 19e                                                  | Sonia Glarey                                         | 6 h 37 min 40 s                                      |
| 2e      | 27 août 2015 | 1er                                                  | Marc Pinsach Rubirola                                | 5 h 21 min 38 s                                      | 37e                                                  | Célia Chiron                                         | 6 h 41 min 53 s                                      |
| 3e      | 25 août 2016 | 1er                                                  | Xavier Thévenard                                     | 5 h 28 min 37 s                                      | 27e                                                  | Mercedes Arcos Zafra                                 | 6 h 54 min 13 s                                      |
| 4e      | 31 août 2017 | 1er                                                  | Marc Lauenstein                                      | 5 h 19 min 31 s                                      | 41e                                                  | Eli Gordon Rodriguez                                 | 6 h 12 min 16 s                                      |
| 5e      | 30 août 2018 | 1er                                                  | Erenjia Jia                                          | 5 h 28 min 44 s                                      | 18e                                                  | Ruth Croft                                           | 5 h 53 min 9 s                                       |
| 6e      | 29 août 2019 | 1er                                                  | Stian Angermund-Vik                                  | 5 h 19 min 24 s                                      | 15e                                                  | Ruth Croft — 2e victoire                             | 5 h 50 min 14 s                                      |
|         | 2020         | édition annulée en raison de la pandémie de Covid-19 | édition annulée en raison de la pandémie de Covid-19 | édition annulée en raison de la pandémie de Covid-19 | édition annulée en raison de la pandémie de Covid-19 | édition annulée en raison de la pandémie de Covid-19 | édition annulée en raison de la pandémie de Covid-19 |
| 7e      | 26 août 2021 | 1er                                                  | Jonathan Albon                                       | 5 h 2 min 57 s                                       | 20e                                                  | Blandine L'Hirondel                                  | 5 h 45 min 8 s                                       |
| 8e      | 25 août 2022 | 1er                                                  | Manuel Merillas                                      | 5 h 18 min 29 s                                      | 30e                                                  | Sheila Avilés Castaño                                | 6 h 10 min 16 s                                      |
| 9e      | 31 août 2023 | 1er                                                  | Stian Angermund-Vik — 2e victoire                    | 4 h 42 min 40 s                                      | 22e                                                  | Toni McCann                                          | 5 h 18 min 21 s                                      |
| 10e     | 29 août 2024 | 1er                                                  | Eli Hemming                                          | 5 h 11 min 48 s                                      | 28e                                                  | Miao Yao                                             | 5 h 54 min 3 s                                       |

### MCC
| Édition | Date         | Hommes                                               | Hommes                                               | Hommes                                               | Femmes                                               | Femmes                                               | Femmes                                               |
| ------- | ------------ | ---------------------------------------------------- | ---------------------------------------------------- | ---------------------------------------------------- | ---------------------------------------------------- | ---------------------------------------------------- | ---------------------------------------------------- |
|         |              | Rang                                                 | Athlète                                              | Temps                                                | Rang                                                 | Athlète                                              | Temps                                                |
| 1re     | 27 août 2018 | 1er                                                  | César Costa                                          | 3 h 35 min 41 s                                      | 18e                                                  | Kate Pallardy                                        | 4 h 30 min 54 s                                      |
| 2e      | 26 août 2019 | 1er                                                  | César Costa — 2e victoire                            | 3 h 40 min 46 s                                      | 23e                                                  | Laure Desmurs                                        | 4 h 41 min 25 s                                      |
|         | 2020         | édition annulée en raison de la pandémie de Covid-19 | édition annulée en raison de la pandémie de Covid-19 | édition annulée en raison de la pandémie de Covid-19 | édition annulée en raison de la pandémie de Covid-19 | édition annulée en raison de la pandémie de Covid-19 | édition annulée en raison de la pandémie de Covid-19 |
| 3e      | 23 août 2021 | 1er                                                  | Anthony Felber                                       | 3 h 39 min 23 s                                      | 23e                                                  | Lucille Germain                                      | 4 h 23 min 20 s                                      |
| 4e      | 22 août 2022 | 1er                                                  | Ludvik Fernandes                                     | 3 h 54 min 0 s                                       | 10e                                                  | Candice Fertin                                       | 4 h 24 min 22 s                                      |
| 5e      | 28 août 2023 | 1er                                                  | Simon Paccard                                        | 3 h 20 min 52 s                                      | 24e                                                  | Clémentine Geoffray                                  | 3 h 47 min 2 s                                       |
| 6e      | 26 août 2024 | 1er                                                  | Kevin Vermeulen                                      | 3 h 34 min 39 s                                      | 27e                                                  | Iris Pessey                                          | 4 h 12 min 41 s                                      |

### ETC
| Édition | Date         | Hommes | Hommes            | Hommes          | Femmes | Femmes          | Femmes          |
| ------- | ------------ | ------ | ----------------- | --------------- | ------ | --------------- | --------------- |
|         |              | Rang   | Athlète           | Temps           | Rang   | Athlète         | Temps           |
| 1re     | 23 août 2022 | 1er    | Jan Margarit Solé | 1 h 24 min 5 s  | 20e    | Ikram Rharsalla | 1 h 49 min 24 s |
| 2e      | 29 août 2023 | 1er    | Roberto Delorenzi | 1 h 19 min 34 s | 31e    | Sara Alonso     | 1 h 37 min 18 s |
| 3e      | 27 août 2024 | 1er    | Lukas Ehrle       | 1 h 19 min 56 s | 16e    | Anaëlle Bondoux | 1 h 32 min 52 s |

## Résultats par nation
Tableau mis à jour après l'édition 2024,,. 

Bilan des podiums obtenus par nations sur les courses Élites des six formats différents ;
- 2003-2023 : L'UTMB (Ultra-Trail du Mont-Blanc)
- 2006-2023 : La CCC (Courmayeur-Champex-Chamonix)
- 2009-2023 : La TDS (Sur les Traces des Ducs de Savoie)
- 2014-2023 : L'OCC (Orsières-Champex-Chamonix)
- 2018-2023 : La MCC (De Martigny-Combe à Chamonix)
- 2022-2023 : L'ETC (Experience Trail Courmayeur)

| Rang  | Nation (32)      | 1er | 2e  | 3e  | Total |
| ----- | ---------------- | --- | --- | --- | ----- |
| 1     | France           | 54  | 48  | 56  | 158   |
| 2     | Espagne          | 24  | 28  | 25  | 77    |
| 3     | États-Unis       | 17  | 13  | 14  | 44    |
| 4     | Royaume-Uni      | 12  | 6   | 5   | 23    |
| 5     | Suisse           | 9   | 5   | 5   | 19    |
| 6     | Italie           | 5   | 8   | 16  | 29    |
| 7     | Norvège          | 4   |     |     | 4     |
| 8     | Suède            | 3   | 4   | 3   | 10    |
| 9     | Nouvelle-Zélande | 3   | 3   | 3   | 9     |
| 10    | Chine            | 3   | 2   | 2   | 7     |
| 11    | Népal            | 2   | 3   |     | 5     |
| 12    | Afrique du Sud   | 2   |     |     | 2     |
| 12    | Pays-Bas         | 2   |     |     | 2     |
| 14    | Pologne          | 1   | 3   |     | 4     |
| 15    | Allemagne        | 1   | 2   | 2   | 5     |
| 16    | Canada           | 1   | 2   | 1   | 4     |
| 17    | Brésil           | 1   |     |     | 1     |
| 18    | Japon            |     | 2   | 2   | 4     |
| 19    | Luxembourg       |     | 2   | 1   | 3     |
| 20    | Hong Kong        |     | 2   |     | 2     |
| 21    | Grèce            |     | 1   | 2   | 3     |
| 21    | Hongrie          |     | 1   | 2   | 3     |
| 21    | Tchéquie         |     | 1   | 2   | 3     |
| 24    | Équateur         |     | 1   | 1   | 2     |
| 24    | Russie           |     | 1   | 1   | 2     |
| 26    | Lituanie         |     | 1   |     | 1     |
| 26    | Maroc            |     | 1   |     | 1     |
| 26    | Roumanie         |     | 1   |     | 1     |
| 26    | Slovaquie        |     | 1   |     | 1     |
| 26    | Ukraine          |     | 1   |     | 1     |
| 26    | Zimbabwe         |     | 1   |     | 1     |
| 32    | Belgique         |     |     | 1   | 1     |
| Total | Total            | 144 | 144 | 144 | 432   |